# Tập đoàn Stagecoach
Tập đoàn Stagecoach plc (LSE:SGC) là một tập đoàn vận tải quốc tế vận hành xe buýt, xe lửa, xe điện và xe khách tốc hành. Tập đoàn được thành lập vào năm 1980 bởi chủ tịch hiện tại Brian Souter, chị gái Ann Gloag và chồng cũ Robin. Tập đoàn này có trụ sở tại Perth, Scotland và điều hành các công ty con tại Vương quốc Anh, Hoa Kỳ và Canada.
Với 16% thị trường xe buýt và 25% thị trường đường sắt, bao gồm 49% cổ phần của Virgin Rail Group và dịch vụ đường sắt nhẹ ở Sheffield, Stagecoach là tập đoàn vận tải lớn thứ hai tại Vương quốc Anh, đứng sau Firstgroup. Stagecoach vận hành khoảng 8.100 xe và bao phủ hơn 90 thị trấn và thành phố lớn ở Vương quốc Anh, mang theo khoảng 2,5   triệu hành khách mỗi ngày. Stagecoach UK Bus sử dụng 18.000 người.
Tại Bắc Mỹ, Stagecoach sở hữu các thương hiệu Coach USA, Coach Canada và Megabus. Các hoạt động trước đây tại Úc, Hồng Kông, Kenya, Malawi, New Zealand, Bồ Đào Nha và Thụy Điển đã được bán. Công ty được niêm yết trên thị trường chứng khoán Luân Đôn, nơi nó là một thành phần của Chỉ số FTSE 250.

## Lịch sử

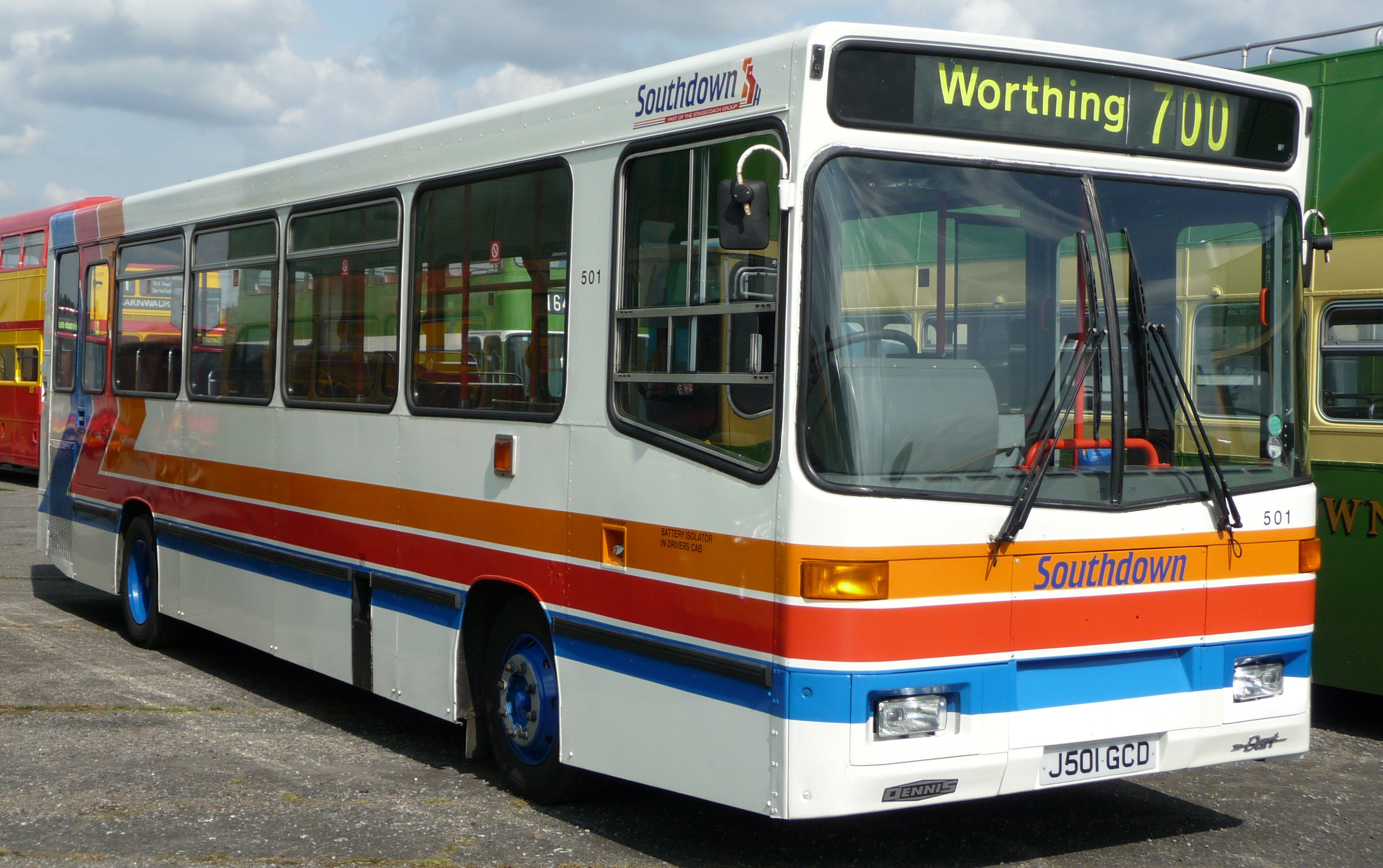
Stagecoach Southdown Alexander Dash đã thân Dennis Dart trong phần trước

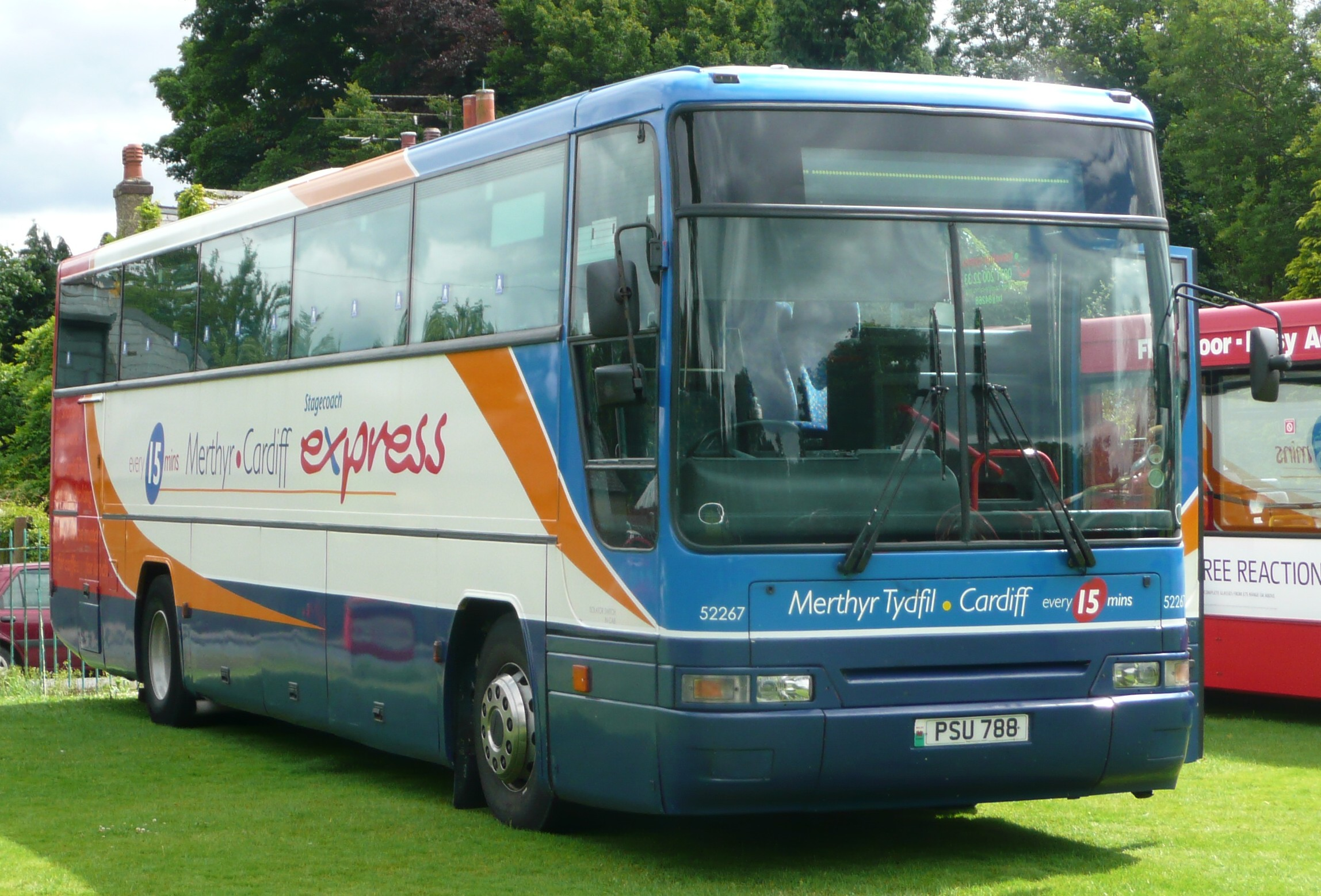
Stagecoach South Wales Plaxton Expressliner thân xe Volvo B10M vào tháng 7 năm 2008

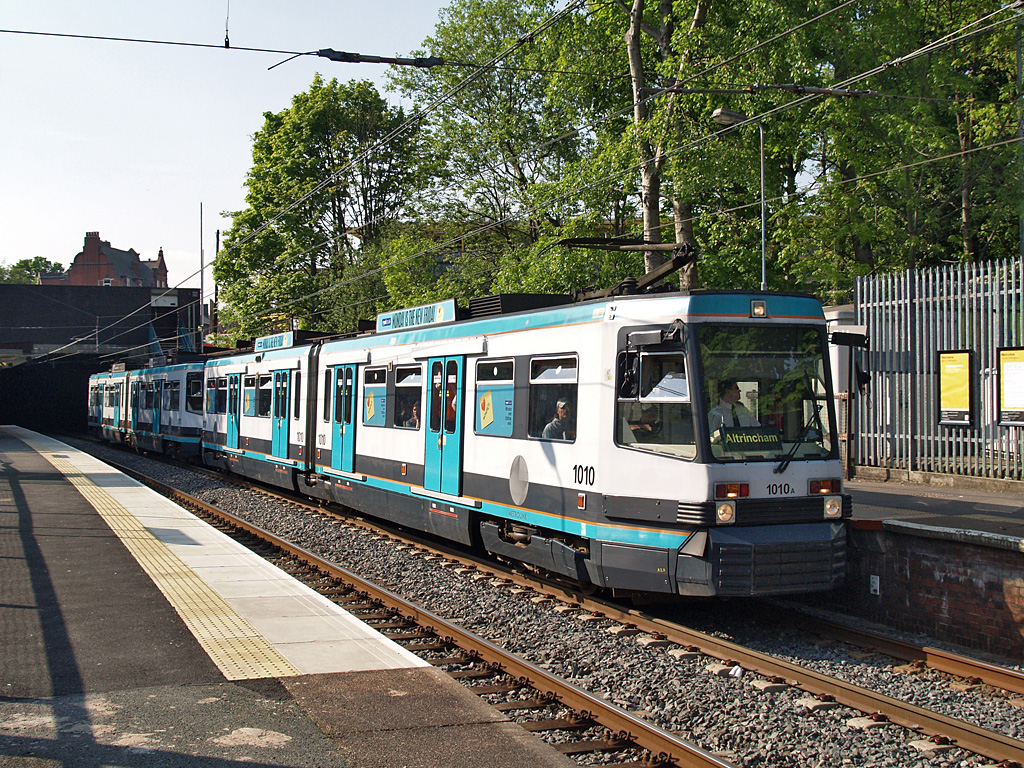
Xe điện Manchester Metrolink T-68 tại trạm xe điện Whitefield vào tháng 5 năm 2008

Stagecoach được sinh ra từ việc bãi bỏ quy định của thị trường xe tốc hành Anh vào đầu năm 1980, mặc dù nguồn gốc của nó có thể được truy trở lại năm 1976 khi Ann Gloag và chồng bà Robin thiết lập một đoàn cơ giới nhỏ và thuê xe minibus kinh doanh gọi là Gloagtrotter. Anh trai làm kế toán của Ann, Brian Souter đã gia nhập công ty và mở rộng kinh doanh sang thuê xe buýt. Robin Gloag sau đó đã bán cổ phần của mình trong doanh nghiệp và chấm dứt mọi liên quan vào năm 1982 với sự sụp đổ của cuộc hôn nhân với Ann. Các Luật Giao thông vận tải năm 1980, trong đó giải phóng các dịch vụ nhanh 35 dặm và hơn từ quy định bởi Ủy giao thông, mang lại cơ hội mới cho Perth công ty có trụ sở và dịch vụ đã được phóng từ Dundee tới London sử dụng xe khách NEOPLAN cũ. Trong một thời gian, họ đã cung cấp một dịch vụ rất cá nhân với Brian Souter lái xe và Ann Gloag làm bánh sandwich và đồ ăn nhẹ cho hành khách.
Cạnh tranh thành công với National Express và Scottish Citylink do nhà nước sở hữu, công ty đã phát triển đáng kể từ năm 1981 đến năm 1985, khi Stagecoach bắt đầu vận hành xe buýt địa phương với việc mua lại McLennan của Spittalfield, gần Perth. Thành công ban đầu của nó cho phép Stagecoach tận dụng lợi thế của việc tư nhân hóa các tập đoàn xe buýt quốc gia. Một số công ty đã được mua từ London Transport Transport, National Bus Company, Scottish Bus Group và các hội đồng thành phố khác nhau. Công ty đã củng cố hoạt động của mình trong những năm 1990 bằng cách mua các công ty xe buýt cũ NBC và SBG đã được quản lý và nhân viên mua khi tư nhân hóa. Stagecoach rời thị trường xe khách đường dài vào năm 1988 khi bán hoạt động cho National Express.
Trong quá trình tư nhân hóa British Rail, Porterbrook được thành lập như một trong ba công ty cổ phần sở hữu khoảng một phần ba đầu máy xe lửa chở khách, nhiều đơn vị và cổ phiếu huấn luyện chạy trên hệ thống của Network Rail được cho các nhà khai thác tàu khác nhau thuê. Nó đã được bán cho một giao dịch mua quản lý trước khi được Stagecoach mua vào tháng 8 năm 1996. Vào tháng 4 năm 2000, Stagecoach đã bán Porterbrook cho Abbey National với giá 773 bảng   triệu.
Năm 1997, Stagecoach đã giành được quyền nhượng quyền để vận hành hệ thống Supertram của Sheffield, từ Giám đốc điều hành vận tải hành khách Nam Yorkshire, người sở hữu hệ thống này. Stagecoach đã mua 27 năm còn lại của nhượng quyền 30 năm, hết hạn vào năm 2024 và điều hành hoạt động dưới thương hiệu Stagecoach Supertram, chịu trách nhiệm vận hành và bảo trì hệ thống xe điện. Khi Stagecoach tiếp quản hệ thống, nó đã gặp khó khăn, cả về tài chính và thu hút hành khách, nhưng giờ đây nó là một hoạt động cực kỳ phổ biến và thành công. Stagecoach đã rẽ sang năm 1998, khi mua Sân bay Prestwick của Scotland với giá 41 bảng   triệu. Vào mùa hè năm 1999, công ty đã được đồn đại là đã được cung cấp khoảng £ 80   triệu cho Prestwick. Họ đã bán sân bay vào tháng 1 năm 2001 để tập trung vào vận tải bề mặt.
Vào ngày 21 tháng 11 năm 2005, Stagecoach tuyên bố bán các hoạt động tại New Zealand cho Infratil. Vào ngày 14 tháng 12 năm 2005, Stagecoach đã mua Tập đoàn Traction dựa trên Barnsley (Yorkshire Traction) với giá 26 triệu bảng, và cũng giả định khoản nợ 11 triệu bảng của Traction. Lực kéo vận hành 840 xe buýt ở Nam và Tây Yorkshire (Yorkshire Traction, Barnsley & District, Yorkshire Terrier), Lincolnshire (RoadCar) và Angus (Strathtay Scottish). Traction là nhà điều hành xe buýt độc lập thuộc sở hữu tư nhân lớn nhất còn lại ở Anh.
Sau khi bán các hoạt động xe buýt ở London cho Macquarie Bank vào năm 2006, Stagecoach UK Bus tập trung vào thị trường xe buýt bên ngoài thủ đô của Anh, tập trung vào tăng trưởng hữu cơ và khám phá các lựa chọn mua lại. Vào tháng 9 năm 2005, sau khi cạnh tranh với hoạt động của huấn luyện viên Megabus, Stagecoach đã ra mắt một liên doanh với các huấn luyện viên của Scotland Citylink. Sau một cuộc điều tra cạnh tranh, vào tháng 10 năm 2006, Stagecoach đã được hướng dẫn bán một số dịch vụ xe khách của Scotland. Stagecoach cũng đang hoạt động trong ngành đường sắt, hiện có 49% cổ phần của Virgin Rail Group. Vào năm 2007, tập đoàn này đã thành công trong nỗ lực nhượng quyền thương hiệu East Midlands mới được tạo ra bằng cách hợp nhất nhượng quyền thương mại Midland Mainline trước đó với phần phía đông của nhượng quyền thương mại Central Trains trước đây.
Vào tháng 7 năm 2007, Stagecoach bắt đầu vận hành mạng lưới xe điện Manchester Metrolink. Vào tháng 1 năm 2009, Stagecoach đã mua Preston Bus, một đối thủ cũ ở khu vực Lancashire. Vào tháng 11 năm 2009, Ủy ban Cạnh tranh đã ra lệnh cho Stagecoach bán Preston Bus sau khi nó bị ảnh hưởng xấu đến cạnh tranh trong khu vực.
Vào tháng 10 năm 2010, Stagecoach đã mở rộng hơn nữa bằng cách mua lại East London và Selkent, hoạt động xe buýt cũ của London của Stagecoach. Vào tháng 8 năm 2011, Stagecoach đã bán nhượng quyền Manchester Metrolink cho Tập đoàn RATP giữa chừng trong hợp đồng mười năm để vận hành mạng lưới. Vào tháng 12 năm 2013, Stagecoach đã mua King Lynn có trụ sở tại Norfolk Green. Vào tháng 3 năm 2015, Virgin Trains East Coast, trong đó Stagecoach nắm giữ 90% cổ phần, bắt đầu vận hành nhượng quyền thương mại InterCity East Coast. Việc nhượng quyền đã chấm dứt vào ngày 23 tháng 6 năm 2018 sau khi được tiết lộ rằng Stagecoach đã trả giá quá cao.
Vào tháng 12 năm 2018, đã có thông báo rằng nhà đầu tư tư nhân, Variant sẽ mua lại bộ phận của Tập đoàn Stagecoach tại Hoa Kỳ với giá 271 triệu đô la. Hoàn thành dự kiến vào cuối tháng 4 năm 2019.

## Hoạt động

### Những người chủ chốt
Tập đoàn Stagecoach plc được niêm yết trên thị trường chứng khoán Luân Đôn, mặc dù chủ tịch công ty Brian Souter và chị gái Ann Gloag là những cổ đông lớn nhất với tỷ lệ sở hữu 25,9% kết hợp vào tháng 4 năm 2013.

### Kết cấu
Cấu trúc tập đoàn (vào tháng 9 năm 2011) 
|                          |                          |                          |                          |                          |                          |  |  |                 |                 |                 |                 |                 |                 |        |        |              |              |              |              |              |              |  |  |                               |                               |                               |                               |                               |                               |  |  | Stagecoach Group          |                           |                           |                           |                           |                           |                   |                   |                   |                   |                   |                   |                 |                 |                 |                 |                      |                      |                      |                      |                      |                      |  |  |  |  |  |  |  |  |  |  |  |  |  |  |  |  |  |  |  |  |  |  |
|                          |                          |                          |                          |                          |                          |  |  |                 |                 |                 |                 |                 |                 |        |        |              |              |              |              |              |              |  |  |                               |                               |                               |                               |                               |                               |  |  |                           |                           |                           |                           |                           |                           |                   |                   |                   |                   |                   |                   |                 |                 |                 |                 |                      |                      |                      |                      |                      |                      |  |  |  |  |  |  |  |  |  |  |  |  |  |  |  |  |  |  |  |  |  |  |
|                          |                          |                          |                          |                          |                          |  |  |                 |                 |                 |                 |                 |                 |        |        |              |              |              |              |              |              |  |  |                               |                               |                               |                               |                               |                               |  |  |                           |                           |                           |                           |                           |                           |                   |                   |                   |                   |                   |                   |                 |                 |                 |                 |                      |                      |                      |                      |                      |                      |  |  |  |  |  |  |  |  |  |  |  |  |  |  |  |  |  |  |  |  |  |  |
|                          |                          |                          |                          |                          |                          |  |  |                 |                 | UK Bus          | UK Bus          | UK Bus          | UK Bus          | UK Bus | UK Bus |              |              |              |              |              |              |  |  | North America                 | North America                 | North America                 | North America                 | North America                 | North America                 |  |  | National Transport Tokens | National Transport Tokens | National Transport Tokens | National Transport Tokens | National Transport Tokens | National Transport Tokens |                   |                   |                   |                   | Rail Operations   | Rail Operations   | Rail Operations | Rail Operations | Rail Operations | Rail Operations |                      |                      |                      |                      |                      |                      |  |  |  |  |  |  |  |  |  |  |  |  |  |  |  |  |  |  |  |  |  |  |
|                          |                          |                          |                          |                          |                          |  |  |                 |                 | UK Bus          | UK Bus          | UK Bus          | UK Bus          | UK Bus | UK Bus |              |              |              |              |              |              |  |  | North America                 | North America                 | North America                 | North America                 | North America                 | North America                 |  |  | National Transport Tokens | National Transport Tokens | National Transport Tokens | National Transport Tokens | National Transport Tokens | National Transport Tokens |                   |                   |                   |                   | Rail Operations   | Rail Operations   | Rail Operations | Rail Operations | Rail Operations | Rail Operations |                      |                      |                      |                      |                      |                      |  |  |  |  |  |  |  |  |  |  |  |  |  |  |  |  |  |  |  |  |  |  |
|                          |                          |                          |                          |                          |                          |  |  |                 |                 |                 |                 |                 |                 |        |        |              |              |              |              |              |              |  |  |                               |                               |                               |                               |                               |                               |  |  |                           |                           |                           |                           |                           |                           |                   |                   |                   |                   |                   |                   |                 |                 |                 |                 |                      |                      |                      |                      |                      |                      |  |  |  |  |  |  |  |  |  |  |  |  |  |  |  |  |  |  |  |  |  |  |
| East Scotland            | East Scotland            | East Scotland            | East Scotland            | East Scotland            | East Scotland            |  |  | West Scotland   | West Scotland   | West Scotland   | West Scotland   | West Scotland   | West Scotland   |        |        | North East   | North East   | North East   | North East   | North East   | North East   |  |  | South Lancashire & Merseyside | South Lancashire & Merseyside | South Lancashire & Merseyside | South Lancashire & Merseyside | South Lancashire & Merseyside | South Lancashire & Merseyside |  |  |                           |                           |                           |                           |                           |                           | Virgin Rail Group | Virgin Rail Group | Virgin Rail Group | Virgin Rail Group | Virgin Rail Group | Virgin Rail Group |                 |                 |                 |                 | East Midlands Trains | East Midlands Trains | East Midlands Trains | East Midlands Trains | East Midlands Trains | East Midlands Trains |  |  |  |  |  |  |  |  |  |  |  |  |  |  |  |  |  |  |  |  |  |  |
| East Scotland            | East Scotland            | East Scotland            | East Scotland            | East Scotland            | East Scotland            |  |  | West Scotland   | West Scotland   | West Scotland   | West Scotland   | West Scotland   | West Scotland   |        |        | North East   | North East   | North East   | North East   | North East   | North East   |  |  | South Lancashire & Merseyside | South Lancashire & Merseyside | South Lancashire & Merseyside | South Lancashire & Merseyside | South Lancashire & Merseyside | South Lancashire & Merseyside |  |  |                           |                           |                           |                           |                           |                           | Virgin Rail Group | Virgin Rail Group | Virgin Rail Group | Virgin Rail Group | Virgin Rail Group | Virgin Rail Group |                 |                 |                 |                 | East Midlands Trains | East Midlands Trains | East Midlands Trains | East Midlands Trains | East Midlands Trains | East Midlands Trains |  |  |  |  |  |  |  |  |  |  |  |  |  |  |  |  |  |  |  |  |  |  |
|                          |                          |                          |                          |                          |                          |  |  |                 |                 |                 |                 |                 |                 |        |        |              |              |              |              |              |              |  |  |                               |                               |                               |                               |                               |                               |  |  |                           |                           |                           |                           |                           |                           |                   |                   |                   |                   |                   |                   |                 |                 |                 |                 |                      |                      |                      |                      |                      |                      |  |  |  |  |  |  |  |  |  |  |  |  |  |  |  |  |  |  |  |  |  |  |
| Manchester               | Manchester               | Manchester               | Manchester               | Manchester               | Manchester               |  |  | East Midlands   | East Midlands   | East Midlands   | East Midlands   | East Midlands   | East Midlands   |        |        | Oxfordshire  | Oxfordshire  | Oxfordshire  | Oxfordshire  | Oxfordshire  | Oxfordshire  |  |  | Cumbria & North Lancashire    | Cumbria & North Lancashire    | Cumbria & North Lancashire    | Cumbria & North Lancashire    | Cumbria & North Lancashire    | Cumbria & North Lancashire    |  |  |                           |                           | Virgin Trains             | Virgin Trains             | Virgin Trains             | Virgin Trains             | Virgin Trains     | Virgin Trains     |                   |                   |                   |                   |                 |                 |                 |                 | {{{SWT}}}            | {{{SWT}}}            | {{{SWT}}}            | {{{SWT}}}            | {{{SWT}}}            | {{{SWT}}}            |  |  |  |  |  |  |  |  |  |  |  |  |  |  |  |  |  |  |  |  |  |  |
| Manchester               | Manchester               | Manchester               | Manchester               | Manchester               | Manchester               |  |  | East Midlands   | East Midlands   | East Midlands   | East Midlands   | East Midlands   | East Midlands   |        |        | Oxfordshire  | Oxfordshire  | Oxfordshire  | Oxfordshire  | Oxfordshire  | Oxfordshire  |  |  | Cumbria & North Lancashire    | Cumbria & North Lancashire    | Cumbria & North Lancashire    | Cumbria & North Lancashire    | Cumbria & North Lancashire    | Cumbria & North Lancashire    |  |  |                           |                           | Virgin Trains             | Virgin Trains             | Virgin Trains             | Virgin Trains             | Virgin Trains     | Virgin Trains     |                   |                   |                   |                   |                 |                 |                 |                 | {{{SWT}}}            | {{{SWT}}}            | {{{SWT}}}            | {{{SWT}}}            | {{{SWT}}}            | {{{SWT}}}            |  |  |  |  |  |  |  |  |  |  |  |  |  |  |  |  |  |  |  |  |  |  |
|                          |                          |                          |                          |                          |                          |  |  |                 |                 |                 |                 |                 |                 |        |        |              |              |              |              |              |              |  |  |                               |                               |                               |                               |                               |                               |  |  |                           |                           |                           |                           |                           |                           |                   |                   |                   |                   |                   |                   |                 |                 |                 |                 |                      |                      |                      |                      |                      |                      |  |  |  |  |  |  |  |  |  |  |  |  |  |  |  |  |  |  |  |  |  |  |
| Cambridge & Peterborough | Cambridge & Peterborough | Cambridge & Peterborough | Cambridge & Peterborough | Cambridge & Peterborough | Cambridge & Peterborough |  |  | Wales           | Wales           | Wales           | Wales           | Wales           | Wales           |        |        | West         | West         | West         | West         | West         | West         |  |  | Warwickshire                  | Warwickshire                  | Warwickshire                  | Warwickshire                  | Warwickshire                  | Warwickshire                  |  |  |                           |                           |                           |                           |                           |                           |                   |                   |                   |                   |                   |                   |                 |                 |                 |                 | Sheffield Supertram  | Sheffield Supertram  | Sheffield Supertram  | Sheffield Supertram  | Sheffield Supertram  | Sheffield Supertram  |  |  |  |  |  |  |  |  |  |  |  |  |  |  |  |  |  |  |  |  |  |  |
| Cambridge & Peterborough | Cambridge & Peterborough | Cambridge & Peterborough | Cambridge & Peterborough | Cambridge & Peterborough | Cambridge & Peterborough |  |  | Wales           | Wales           | Wales           | Wales           | Wales           | Wales           |        |        | West         | West         | West         | West         | West         | West         |  |  | Warwickshire                  | Warwickshire                  | Warwickshire                  | Warwickshire                  | Warwickshire                  | Warwickshire                  |  |  |                           |                           |                           |                           |                           |                           |                   |                   |                   |                   |                   |                   |                 |                 |                 |                 | Sheffield Supertram  | Sheffield Supertram  | Sheffield Supertram  | Sheffield Supertram  | Sheffield Supertram  | Sheffield Supertram  |  |  |  |  |  |  |  |  |  |  |  |  |  |  |  |  |  |  |  |  |  |  |
|                          |                          |                          |                          |                          |                          |  |  |                 |                 |                 |                 |                 |                 |        |        |              |              |              |              |              |              |  |  |                               |                               |                               |                               |                               |                               |  |  |                           |                           |                           |                           |                           |                           |                   |                   |                   |                   |                   |                   |                 |                 |                 |                 |                      |                      |                      |                      |                      |                      |  |  |  |  |  |  |  |  |  |  |  |  |  |  |  |  |  |  |  |  |  |  |
| South                    | South                    | South                    | South                    | South                    | South                    |  |  | East Kent       | East Kent       | East Kent       | East Kent       | East Kent       | East Kent       |        |        | South West   | South West   | South West   | South West   | South West   | South West   |  |  | East                          | East                          | East                          | East                          | East                          | East                          |  |  |                           |                           |                           |                           |                           |                           |                   |                   |                   |                   |                   |                   |                 |                 |                 |                 |                      |                      |                      |                      |                      |                      |  |  |  |  |  |  |  |  |  |  |  |  |  |  |  |  |  |  |  |  |  |  |
| South                    | South                    | South                    | South                    | South                    | South                    |  |  | East Kent       | East Kent       | East Kent       | East Kent       | East Kent       | East Kent       |        |        | South West   | South West   | South West   | South West   | South West   | South West   |  |  | East                          | East                          | East                          | East                          | East                          | East                          |  |  |                           |                           |                           |                           |                           |                           |                   |                   |                   |                   |                   |                   |                 |                 |                 |                 |                      |                      |                      |                      |                      |                      |  |  |  |  |  |  |  |  |  |  |  |  |  |  |  |  |  |  |  |  |  |  |
|                          |                          |                          |                          |                          |                          |  |  |                 |                 |                 |                 |                 |                 |        |        |              |              |              |              |              |              |  |  |                               |                               |                               |                               |                               |                               |  |  |                           |                           |                           |                           |                           |                           |                   |                   |                   |                   |                   |                   |                 |                 |                 |                 |                      |                      |                      |                      |                      |                      |  |  |  |  |  |  |  |  |  |  |  |  |  |  |  |  |  |  |  |  |  |  |
|                          |                          |                          |                          |                          |                          |  |  | South Yorkshire | South Yorkshire | South Yorkshire | South Yorkshire | South Yorkshire | South Yorkshire |        |        | Lincolnshire | Lincolnshire | Lincolnshire | Lincolnshire | Lincolnshire | Lincolnshire |  |  | Fens                          | Fens                          | Fens                          | Fens                          | Fens                          | Fens                          |  |  |                           |                           |                           |                           |                           |                           |                   |                   |                   |                   |                   |                   |                 |                 |                 |                 |                      |                      |                      |                      |                      |                      |  |  |  |  |  |  |  |  |  |  |  |  |  |  |  |  |  |  |  |  |  |  |
|                          |                          |                          |                          |                          |                          |  |  | South Yorkshire | South Yorkshire | South Yorkshire | South Yorkshire | South Yorkshire | South Yorkshire |        |        | Lincolnshire | Lincolnshire | Lincolnshire | Lincolnshire | Lincolnshire | Lincolnshire |  |  | Fens                          | Fens                          | Fens                          | Fens                          | Fens                          | Fens                          |  |  |                           |                           |                           |                           |                           |                           |                   |                   |                   |                   |                   |                   |                 |                 |                 |                 |                      |                      |                      |                      |                      |                      |  |  |  |  |  |  |  |  |  |  |  |  |  |  |  |  |  |  |  |  |  |  |

## Công ty điều hành của Anh
Sau đây là bảng phân tích của các bộ phận điều hành Stagecoach. Trung tâm của từng khu vực hoạt động được hiển thị trong ngoặc đơn. Tên công ty hợp pháp được liệt kê cùng với tên giao dịch cho công ty đó.

### Bộ phận xe buýt
Hoạt động phân chia xe buýt như sau:

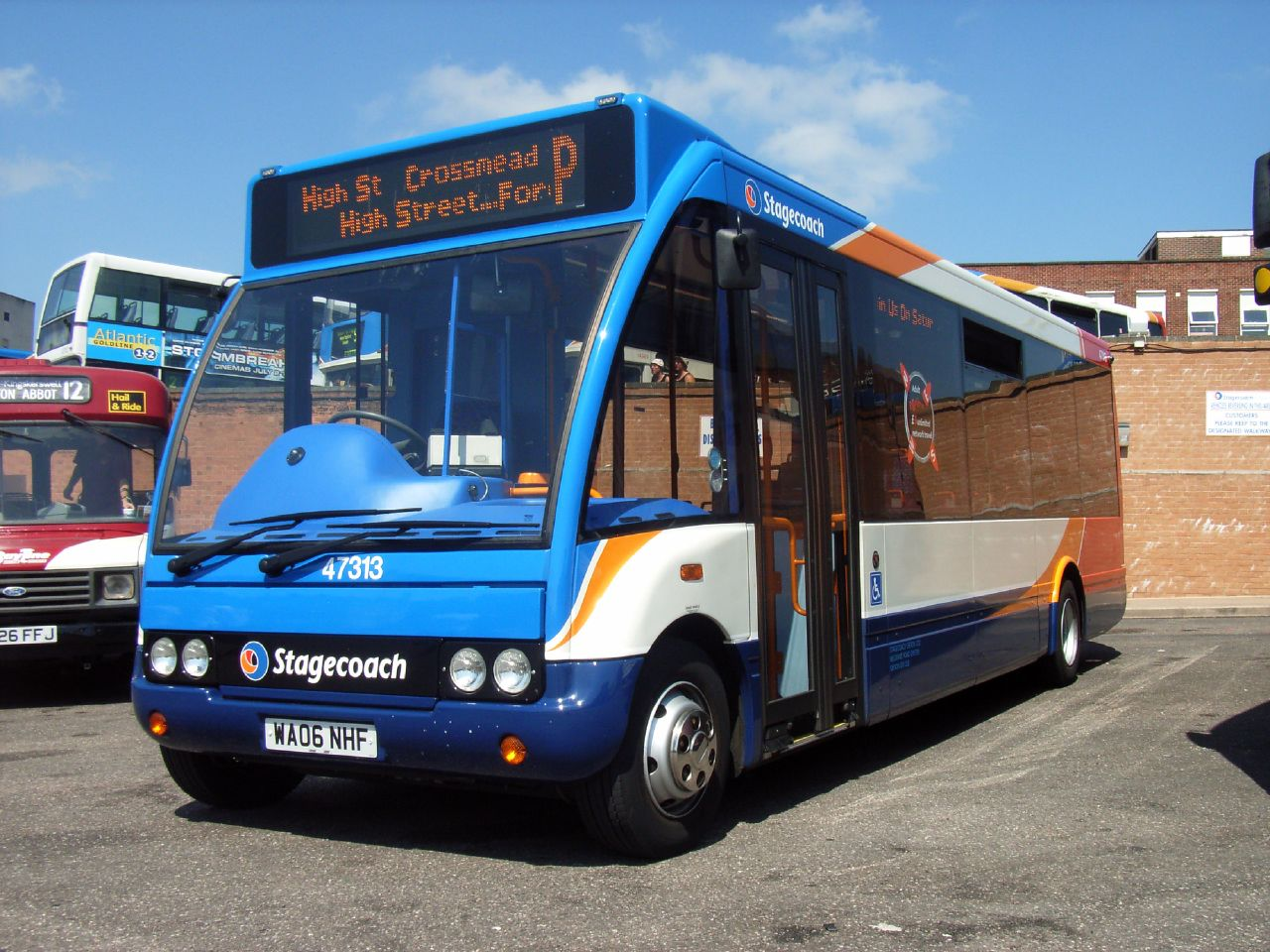
Stagecoach Devon Optare Solo vào tháng 7 năm 2006

- Stagecoach South West - Stagecoach kiểm soát các hoạt động tại Devon thông qua Stagecoach Devon, bao gồm (kể từ tháng 5 năm 2003) Stagecoach Devon Limited. Tên giao dịch của hoạt động này là Stagecoach ở Devon. Trụ sở chính ở Exeter.
- Stagecoach East - Stagecoach kiểm soát các hoạt động ở phía Đông thông qua Stagecoach East. Nó bao gồm Cambus Ltd. Tên giao dịch là Stagecoach ở Bedford, Stagecoach ở Cambridge, Stagecoach ở Huntingdonshire, Stagecoach ở Norfolk và Stagecoach ở Peterborough. Trụ sở chính ở Cambridge. (Kể từ tháng 9 năm 2010, Stagecoach ở Northants được chuyển sang một bộ phận Midland mới.) Stagecoach in the Fens (Huntingdon) hiện vận hành tuyến đường xe buýt có hướng dẫn dài nhất thế giới với đội tàu cho đường xe buýt chạy bằng nhiên liệu sinh học.
- Stagecoach East Midlands - Stagecoach kiểm soát các hoạt động trong khu vực East Midlands thông qua Stagecoach East Midlands. Nó bao gồm Lincolnshire Road Car Co Ltd. Tên giao dịch bao gồm Stagecoach ở Bassetlaw, Stagecoach ở Mansfield, Stagecoach ở Nam Yorkshire, Stagecoach Grimsby-Cleethorpes, Stagecoach ở Hull và Stagecoach ở Lincolnshire. Trụ sở chính ở Lincoln.
- Stagecoach East Scotland - Stagecoach kiểm soát các hoạt động ở phía đông Scotland, bao gồm Fife Scottish Omnibuses Ltd, Bluebird Buses Ltd, JW Coaches Ltd. Tên giao dịch bao gồm Stagecoach ở Perth, Stagecoach Bluebird, Stagecoach ở Fife và Strathtay. Nó cũng vận hành dịch vụ thủy phi cơ Forth Fast mới từ Kirkcaldy đến Portobello. Trụ sở chính đặt tại Kirkcaldy Tính đến  năm 2009.
- Stagecoach North Scotland - Stagecoach kiểm soát các hoạt động tại Aberdeenshire, thành phố Aberdeen và Cao nguyên Scotland. Doanh nghiệp Tây Nguyên đã tiếp quản Tập đoàn Rapsons (Orkney Coaches / Highland Country Buses) vào năm 2008, thêm vào mạng lưới đã được Stagecoach vận hành tại Thành phố Inverness, bao gồm Công ty TNHH Quốc gia Cao nguyên. Nó giao dịch như Stagecoach ở Orkney (kho của Kirkwall & outstations), và Stagecoach ở Lochaber (kho của Fort William), Stagecoach ở Skye (kho của Portree & outstation), Stagecoach ở Inverness (Aviemore, Inverness và Tain) kho & outstations). Doanh nghiệp Bắc Scotland cũng quản lý Stagecoach Bluebird hoạt động tại Aberdeenshire và thành phố Aberdeen. Trụ sở chính của Bắc Scotland nằm ở Inverness, với một số chức năng HQ thương mại cũng được điều hành từ Aberdeen.

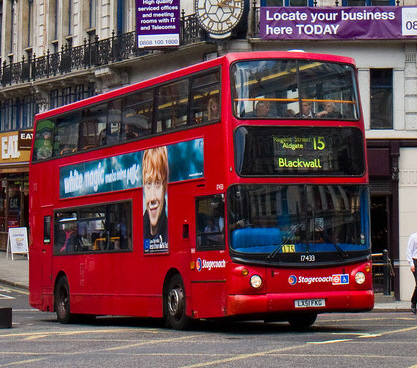
Đông London Alexander ALX400 thân Dennis Trident 2 tại London vào tháng 5 năm 2011

- Stagecoach London - Stagecoach đã mua các bộ phận của London London và Selkent của London Bus khi họ được tư nhân hóa vào năm 1994. Cả hai hoạt động dịch vụ đấu thầu cho Giao thông vận tải cho London. Quyết định tập trung vào tăng trưởng hữu cơ cho các hoạt động xe buýt ở Anh và trích dẫn tính không linh hoạt của hệ thống đấu thầu London, các hoạt động xe buýt ở London đã được bán cho Tập đoàn Macquarie vào ngày 31 tháng 8 năm 2006 với giá £ 263,6 triệu. Macquarie tiếp tục sử dụng thương hiệu Stagecoach trong một thời gian giới hạn theo giấy phép và Stagecoach cung cấp các chức năng quản trị và hỗ trợ khác trong thời gian chuyển tiếp 12 tháng kể từ khi bán. Macquarie đổi thương hiệu thành cả hai bản sắc gốc Đông London và Selkent, mặc dù đã được cập nhật. Vào tháng 10 năm 2010, Stagecoach đã lấy lại các hoạt động cũ của mình từ Ngân hàng Macquarie với giá 59,5 triệu bảng với cả hai hoạt động một lần nữa được đổi tên thành Stagecoach.[28]
- Stagecoach Manchester &amp; Wigan - Stagecoach kiểm soát các hoạt động tại Greater Manchester thông qua Stagecoach Manchester, bao gồm Greater Manchester Buses (South) Ltd. Tên giao dịch bao gồm Stagecoach ở Manchester, Stagecoach ở Wigan và Magic Bus. Các trụ sở chính ở Stockport.

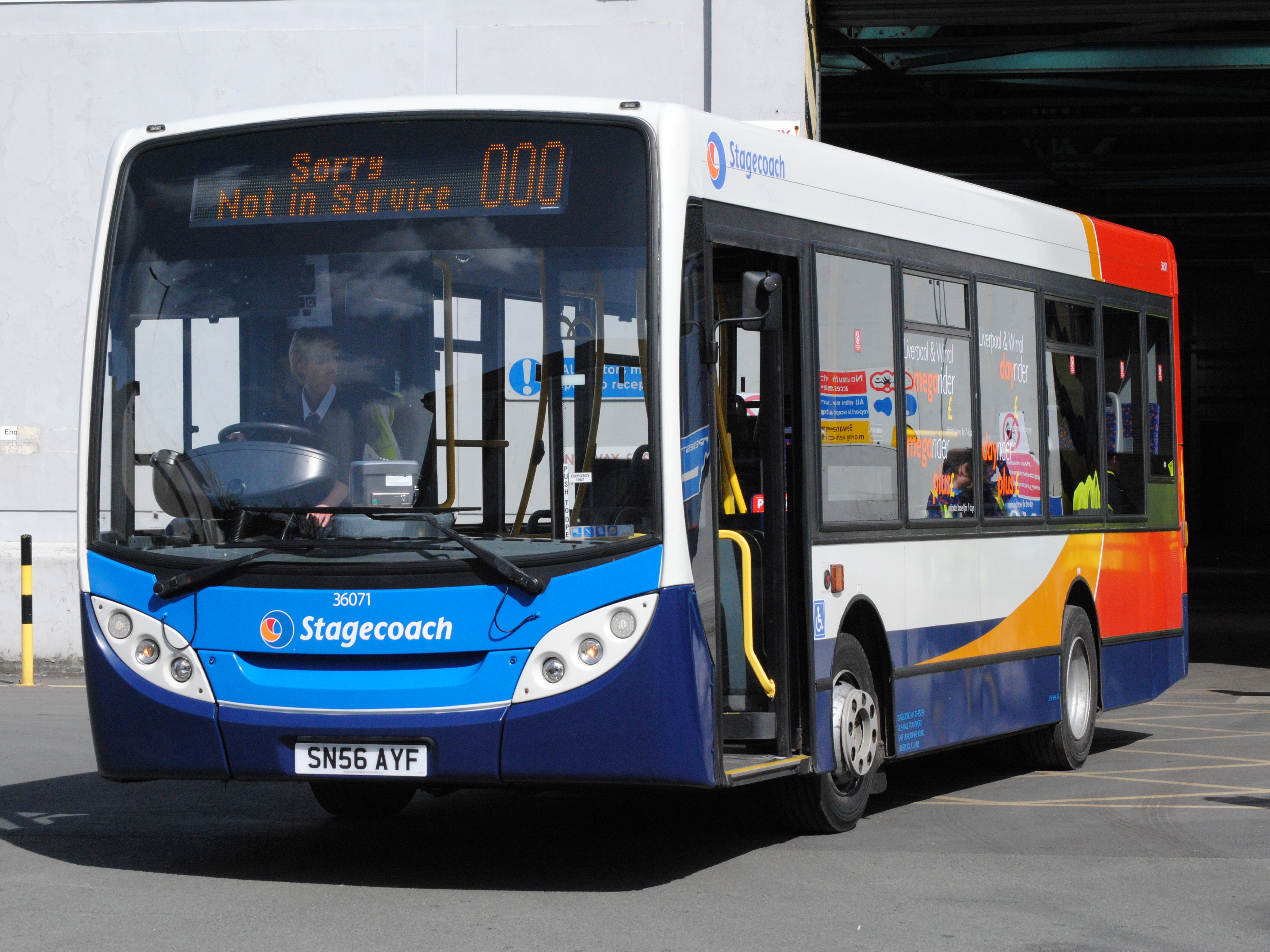
Stagecoach Mer Jerseyide Alexander Dennis Enviro 200 vào tháng 4 năm 2013

- Stagecoach Mer Jerseyide &amp; South Lancashire - Stagecoach kiểm soát các hoạt động tại các khu vực South Lancs, Mer Jerseyide và Liverpool thông qua Stagecoach Mer Jerseyide & South Lancashire. Tên hợp pháp của tập đoàn là Glenvale Transport. Tên giao dịch bao gồm Stagecoach ở Mer Jerseyide và Magic Bus. Trụ sở chính ở Liverpool.
- Stagecoach Midlands - Stagecoach Midlands kiểm soát các hoạt động ở khu vực Warwickshire và Northamptonshire thông qua Stagecoach ở Warwickshire & Stagecoach ở Northants bao gồm Midland Red (South) Ltd (tất cả các kho). Tên giao dịch bao gồm Stagecoach ở Warwickshire, Stagecoach ở Northamptonshire và Goldine. Các trụ sở chính được đặt tại Northampton.
- Stagecoach North East - Stagecoach kiểm soát các hoạt động ở phía đông bắc nước Anh thông qua Stagecoach North East, bao gồm Busways Travel Services Ltd và Cleveland Transit Ltd. Tên giao dịch bao gồm Stagecoach trên Teesside, Stagecoach ở Hartlepool, Stagecoach ở Newcastle, Stagecoach ở South Shields và Stagecoach ở Sunderland. Các trụ sở chính ở Sunderland.
- Stagecoach Cumbria &amp; North Lancashire - Stagecoach kiểm soát hầu hết các hoạt động ở phía tây bắc nước Anh thông qua Stagecoach Cumbria & North Lancashire, bao gồm Cumberland Motor Services Ltd và Ribble Motor Services Ltd. Tên giao dịch bao gồm Stagecoach ở Cumbria, Stagecoach ở Lancaster và Stagecoach ở Lancashire. Các trụ sở chính ở Carlisle.
- Stagecoach Oxfordshire - Stagecoach kiểm soát các hoạt động tại khu vực Oxfordshire thông qua Stagecoach ở Oxfordshire, bao gồm Thames Transit Ltd và Midland Red (South) Ltd (kho Banbury). Tên giao dịch bao gồm Stagecoach ở Oxfordshire và Oxford Tube. Trụ sở chính ở Oxford.
- Stagecoach Sheffield - Stagecoach kiểm soát các hoạt động xe buýt và xe điện ở khu vực Sheffield của Anh thông qua Stagecoach Sheffield, bao gồm Yorkshire Terrier, South Yorkshire Supertram Ltd và Andrew (Sheffield) Ltd. Tên giao dịch bao gồm Stagecoach ở Sheffield và Stagecoach Supertram. Các trụ sở chính được đặt tại Sheffield.

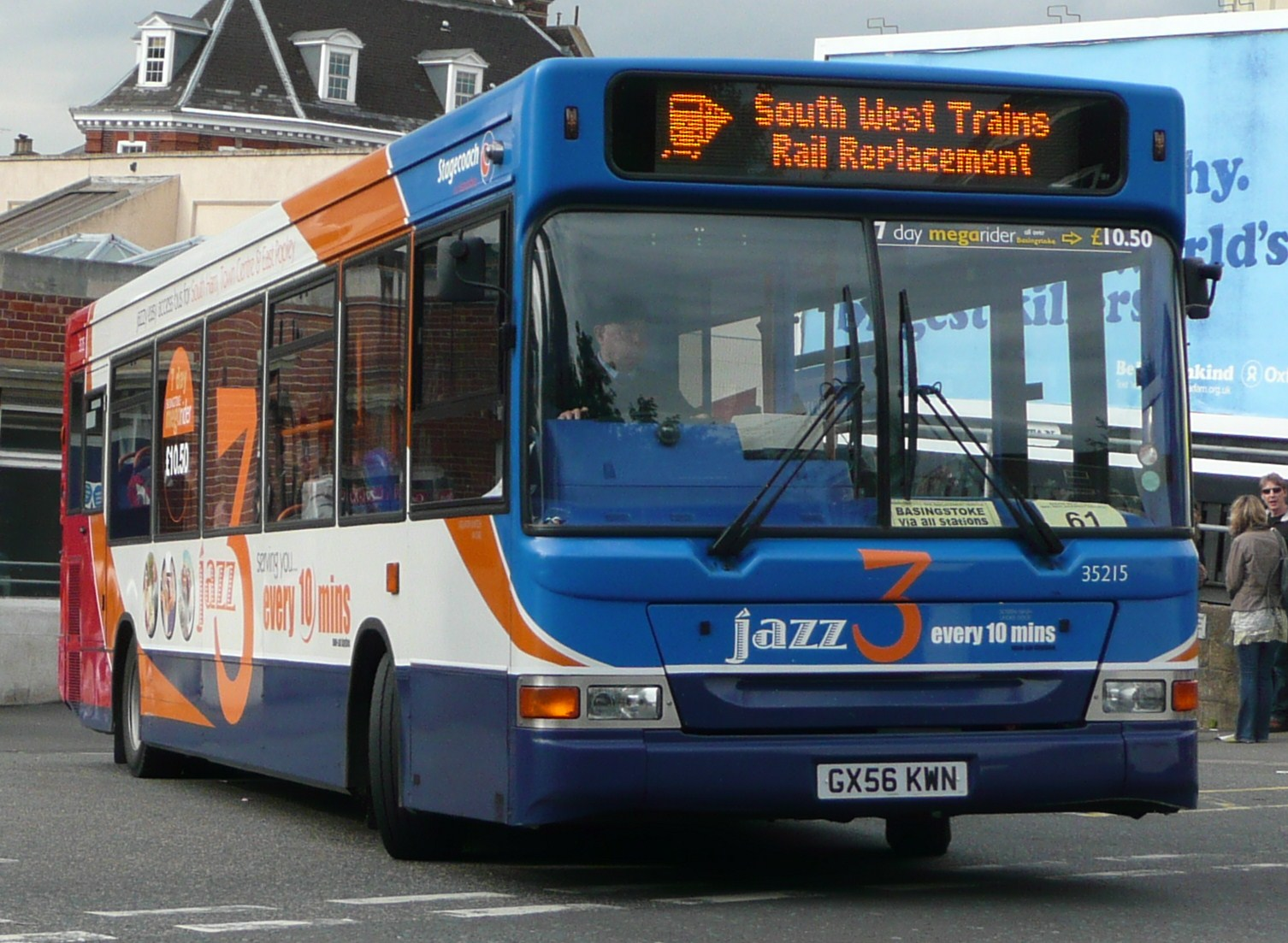
Stagecoach South Plaxton Con trỏ 2 thân Dennis Dart trong Woking tháng 5 năm 2008

- Stagecoach South - Stagecoach kiểm soát các hoạt động ở miền Nam nước Anh thông qua Stagecoach South, bao gồm Southdown Motor Services Ltd, Hampshire Bus Company Ltd và Stagecoach (South) Ltd. Tên giao dịch bao gồm Stagecoach ở Hants & Surrey, Stagecoach ở Hampshire, Stagecoach ở Portsmouth và Stagecoach ở South Downs. Trụ sở chính ở Chichester.
- Stagecoach South East - Các hoạt động của Stagecoach tại East Kent và East Sussex được quản lý như Stagecoach South East, bao gồm East Kent Road Car Company Ltd (thành lập năm 1916). Fleetnames được sử dụng là Stagecoach ở East Kent, Stagecoach ở Eastbourne và Stagecoach ở Hastings. Stagecoach bổ sung trong tên East Sussex được sử dụng cho công chúng Eastbourne & Hastings nhưng không được vận chuyển trên các phương tiện. Trụ sở chính tại Trạm xe buýt ở Canterbury. Các hoạt động đáng chú ý bao gồm Canterbury Park and Ride, Canterbury Unibus (sử dụng xe buýt sinh học), tàu Dotto trong các dịch vụ Eastbourne và National Express giữa London và bờ biển Đông Kent, sử dụng 13 xe khách Volvo / Plaxton Elite.
- Stagecoach South Wales hoặc Stagecoach De Cymru / South Wales - Stagecoach kiểm soát các hoạt động tại Wales thông qua Stagecoach Wales, bao gồm Red & White Services Ltd, tên giao dịch cho các hoạt động này là Stagecoach ở South Wales và Stagecoach De Cymru. Trụ sở chính ở Cwmbran.
- Stagecoach West - Stagecoach kiểm soát các hoạt động ở miền Tây nước Anh thông qua Stagecoach West, bao gồm Cheltenham & Gloucester Omnibus Company Ltd. Tên giao dịch bao gồm Stagecoach ở Cheltenham, Stagecoach ở Swindon, Stagecoach ở Gloucester, Stagecoach ở Cotswold, Stagecoach ở Wye và Dean. Các trụ sở chính ở Gloucester.
- Stagecoach West Scotland - Stagecoach kiểm soát các hoạt động ở phía tây Scotland thông qua Stagecoach West Scotland, bao gồm Western Buses Ltd. Tên giao dịch bao gồm Stagecoach Western, Stagecoach A1 Service, Stagecoach tại Glasgow. Trụ sở chính ở Ayr.
- Stagecoach Yorkshire - Stagecoach kiểm soát các hoạt động trong khu vực Yorkshire thông qua Stagecoach Yorkshire, bao gồm Yorkshire Traction Co Ltd. Tên giao dịch bao gồm Stagecoach ở Yorkshire, Stagecoach ở Sheffield & Stagecoach ở Chesterfield. Trụ sở chính ở Barnsley.

#### Nhãn hiệu

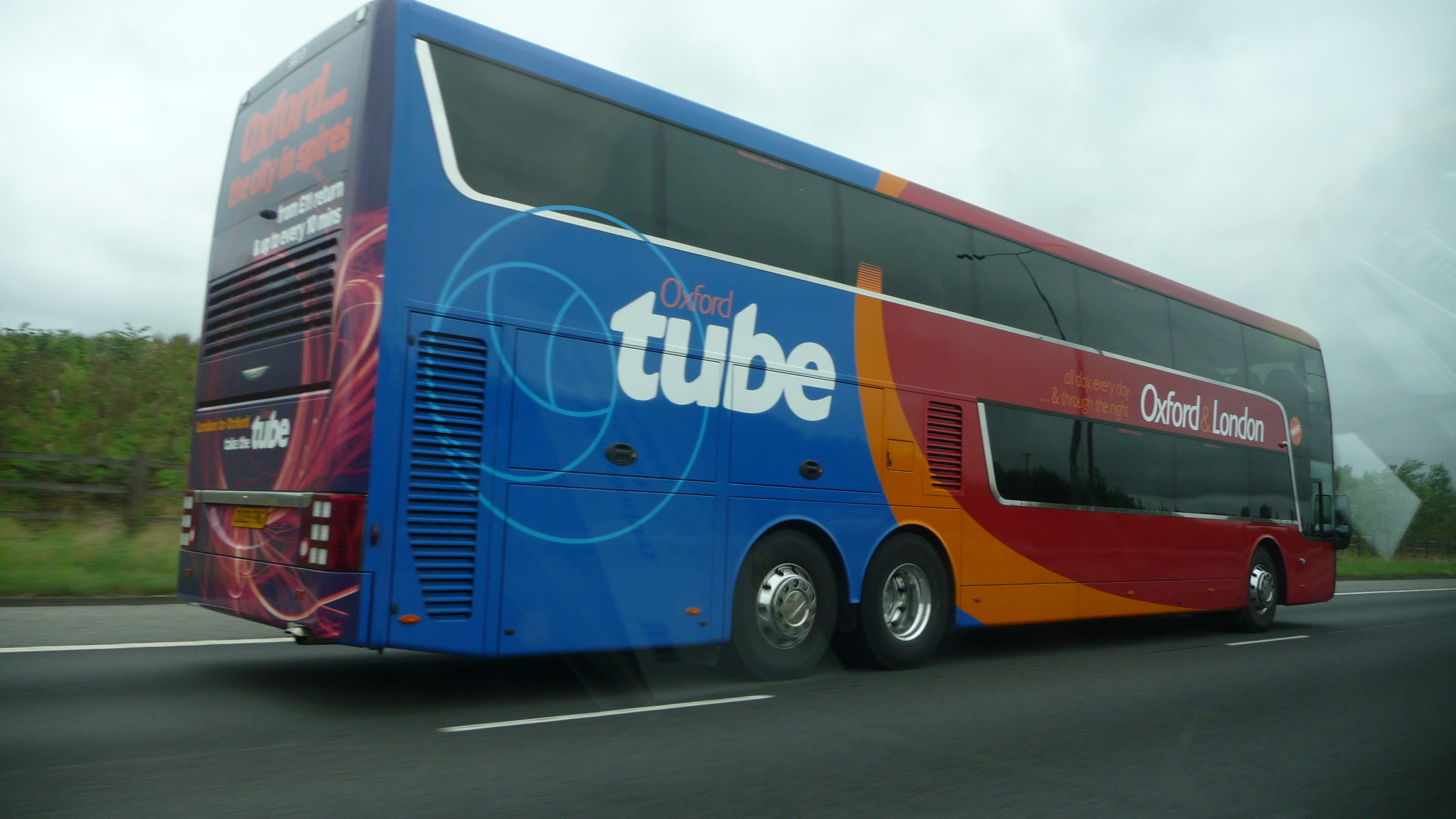
Oxford Tube Van Hool T9 Astromega trên M40 vào tháng 8 năm 2009

Ngoài các hoạt động xe buýt thông thường và các dịch vụ không rườm rà, bộ phận xe buýt ở Anh còn có các thương hiệu sau đây trải rộng trên các bộ phận điều hành.
- Stagecoach Express - dịch vụ xe khách tốc hành hoạt động chủ yếu giữa các thị trấn và thành phố nơi Stagecoach hoạt động (ví dụ: Từ Sheffield đến Chesterfield). Nó có xu hướng không cạnh tranh với National Express như Megabus, và trong một số trường hợp, vé có sẵn thông qua trang web National Express.[29]
- Oxford Tube - một dịch vụ xe khách tốc hành cung cấp các dịch vụ 24 giờ tần suất cao đến London, được điều hành bởi Stagecoach Oxfordshire.[30]
- Citi - một số mạng lưới đô thị đã nhận được thương hiệu Citi, như Cambridge, Exeter, Gloucester, Peterborough và Preston.[31]
- Stagecoach Gold - một thương hiệu dịch vụ xe buýt sang trọng được thiết kế để thu hút khách du lịch trung lưu đến giao thông công cộng, nói chung trên các tuyến đường quan trọng nhất và cao cấp trong khu vực được phục vụ bởi Stagecoach. Xe buýt vàng thường có tông màu xanh và vàng đặc biệt, ghế da và truy cập Wi-Fi trên máy bay. Cả xe buýt vàng một tầng và hai tầng đều được sử dụng.[32]
- Stagecoach SimpliBus hoạt động ở East Midlands.[33]

### Bộ phận đường sắt

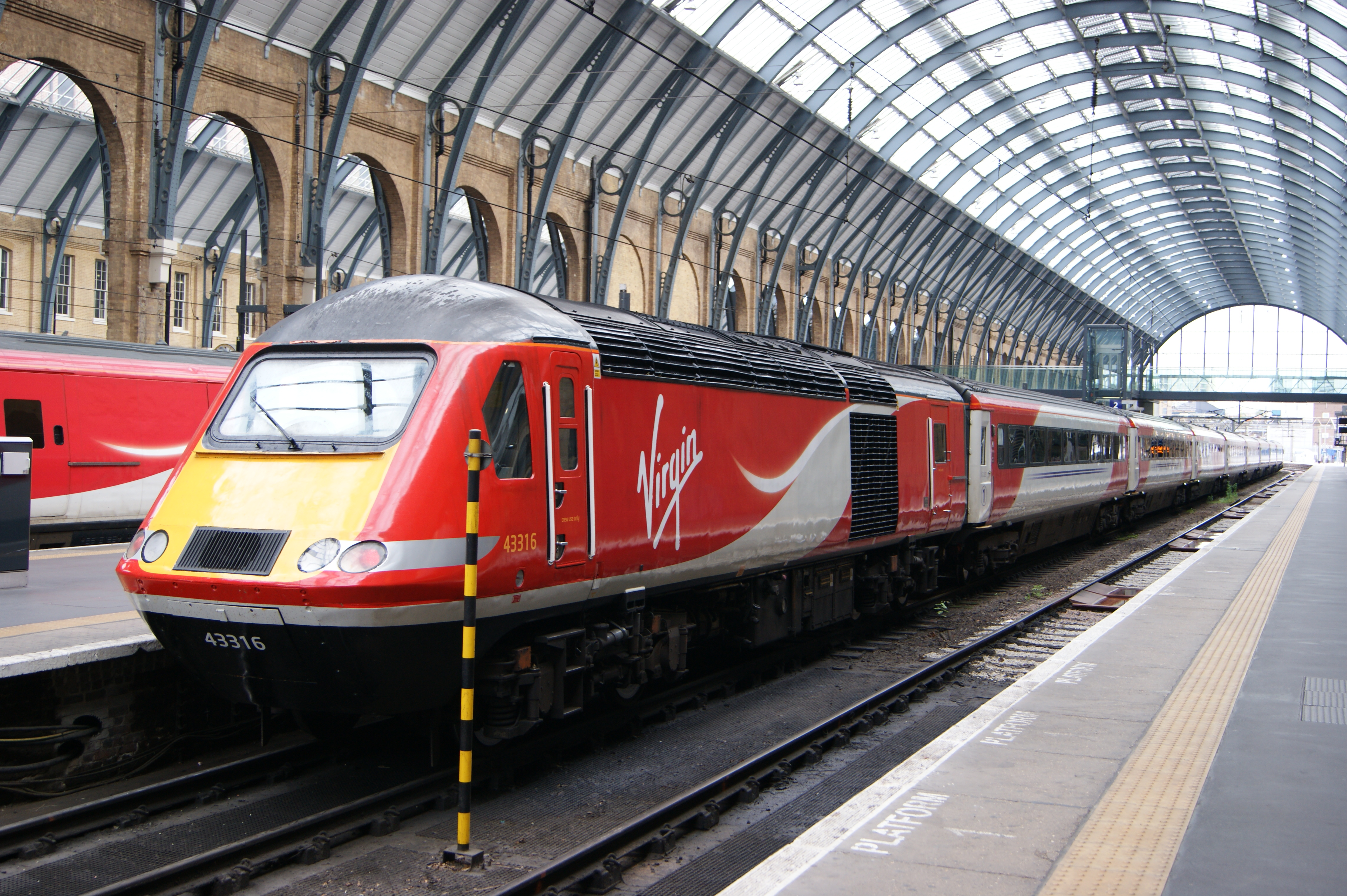
Virgin Trains East Coast lớp 43 tại King Cross vào tháng 9 năm 2015

- East Midlands Trains - Stagecoach bắt đầu vận hành nhượng quyền thương mại mới này vào tháng 11 năm 2007, đã tiếp quản tất cả các dịch vụ của Midland Mainline và một số dịch vụ của Central Trains.[34]
- Virgin Trains West Coast - tập đoàn đã nắm giữ 49% cổ phần của Virgin Rail Group kể từ tháng 10 năm 1998. Virgin Rail Group đã vận hành nhượng quyền thương mại InterCity West Coast kể từ tháng 3 năm 1997.[35]

### Bộ phận đường sắt nhẹ

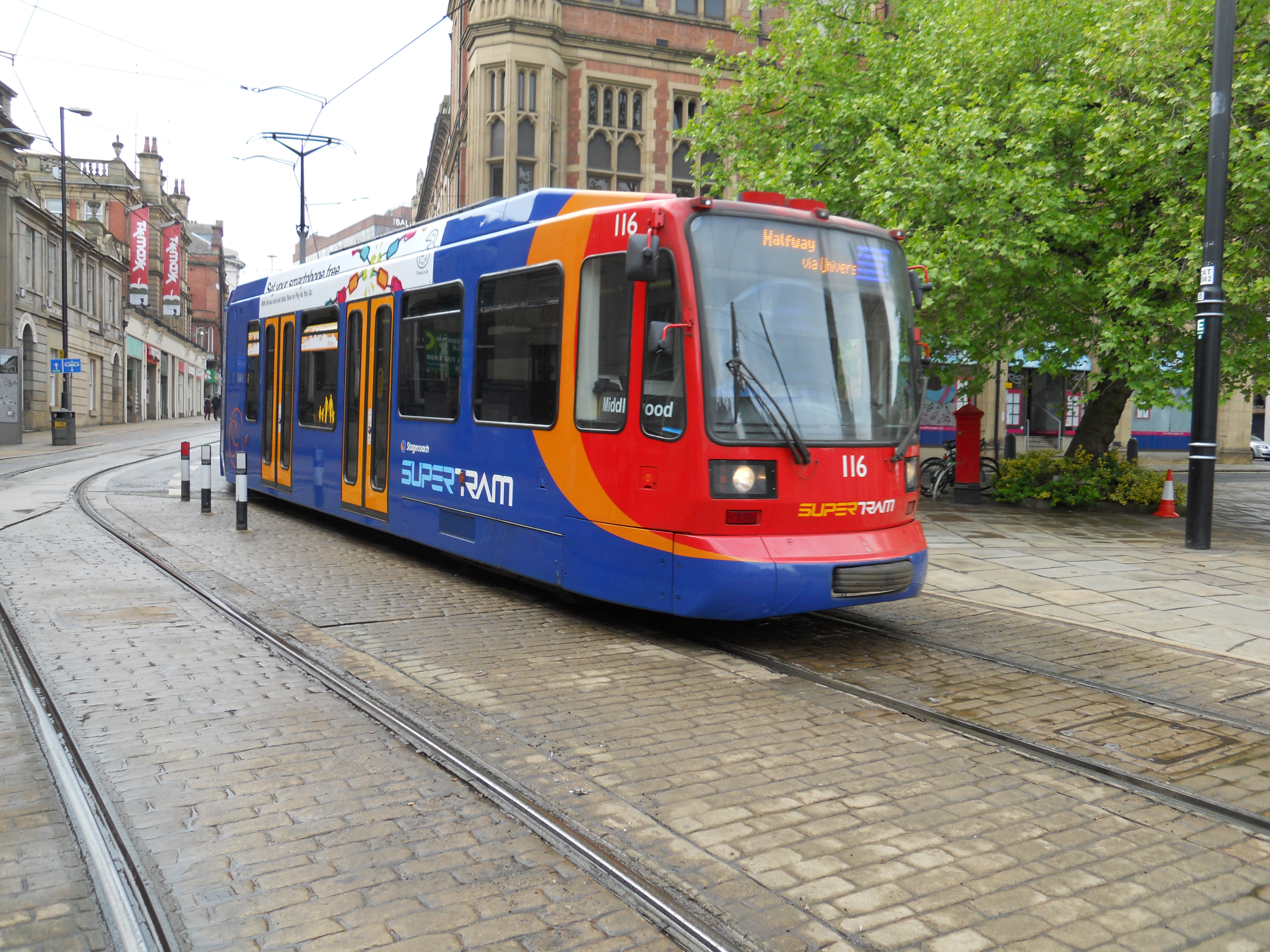
Supertram Sheffield vào tháng 5 năm 2011

Sheffield Supertram - Stagecoach đã vận hành Supertram Sheffield dưới sự nhượng bộ từ Giám đốc điều hành vận tải hành khách Nam Yorkshire từ năm 1997. Lượng hành khách trung bình hàng ngày của nó là 33.700, tương đương hơn 12 triệu mỗi năm, cao hơn cả mong đợi. Hiện tại có ba dòng, và các kế hoạch trong tương lai bao gồm các kế hoạch cho Rotherham, Dore, Fulwood và Maltby. Tuy nhiên, sau khi tham khảo ý kiến, một kế hoạch rút gọn với các phần mở rộng cho Rotherham và Broomhill đang được xem xét.

## Công ty điều hành Bắc Mỹ

### Bộ phận xe khách
Stagecoach thực hiện các hoạt động xe buýt ở phía đông bắc và trung tây Hoa Kỳ và ở miền đông Canada. Các doanh nghiệp tập trung vào các dịch vụ đi lại, và bao gồm tour du lịch và thuê tàu, tham quan, địa phương và các hoạt động xe buýt của trường:
- Xe khách USA - hoạt động chủ yếu ở vùng đông bắc Hoa Kỳ cung cấp dịch vụ vận chuyển được trợ cấp (chủ yếu ở Greater New York), dịch vụ tham quan và thuê tàu, và ở miền Trung Tây Hoa Kỳ với các dịch vụ tham quan và thuê tàu chủ yếu. Dịch vụ xe buýt trường học màu vàng cũng được cung cấp bởi Coach USA ở bang Wisconsin.[38]
- Megabus - dịch vụ xe buýt tốc hành giảm giá tỏa ra từ Chicago và thành phố New York. Giống như Megabus ở Vương quốc Anh, hầu hết các điểm dừng được thực hiện tại các địa điểm đường phố.[39]
- Xe khách Canada - phục vụ chủ yếu ở Ontario và Quebec, nơi họ điều hành các dịch vụ xe buýt liên vùng và thuê bao, dịch vụ xe buýt hợp đồng ở Vùng Durham, Ontario, Canada, dịch vụ xe buýt trường học màu vàng ở Vùng Durham và Hạt Peterborough ở Ontario và dịch vụ tham quan ở Montreal.[40]

## Hoạt động trước đây

### Đường sắt Stagecoach
Năm 1992, ngay trước khi tư nhân hóa Đường sắt Anh, Stagecoach Rail đã vận hành ngắn gọn một hoạt động InterCity khiêm tốn giữa Aberdeen và London. Hai toa tàu chở khách của British Railways Mark 2 đã được đặt lại thương hiệu với màu Stagecoach và gắn liền với dịch vụ ngủ của British Rail InterCity theo lịch trình.

### Virgin CrossCountry

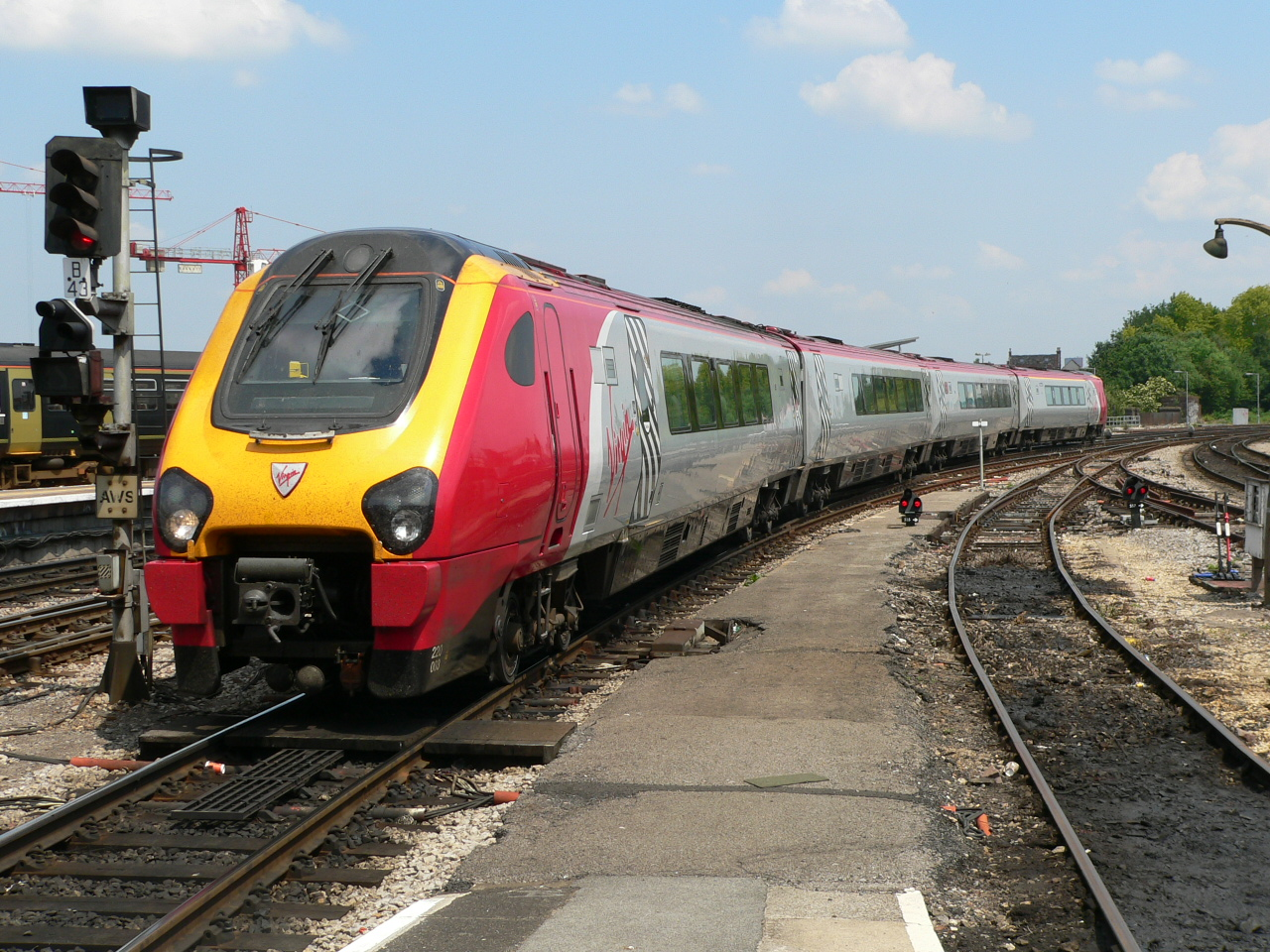
Virgin CrossCountry Class 220 tại Bristol Temple Mours vào tháng 6 năm 2005

Virgin Rail Group đã điều hành nhượng quyền thương hiệu CrossCountry với tên Virgin CrossCountry từ tháng 1 năm 1997  cho đến tháng 11 năm 2007 khi nó được chuyển đến Untila.

### Manchester Metrolink
Vào tháng 7 năm 2007, Stagecoach tiếp quản hoạt động của Manchester Metrolink trong hợp đồng quản lý có thời hạn 10 năm, đánh bại sự cạnh tranh từ Keolis, Serco và Transdev, để trở thành nhà điều hành xe điện lớn nhất ở Anh. Hệ thống này là hệ thống xe điện hiện đại đầu tiên ở Vương quốc Anh, mở cửa ngay trước hệ thống Sheffield vào năm 1992. Gần 18 triệu người đi xe trên hệ thống mỗi năm. Stagecoach đã bán doanh nghiệp Metrolink cho Tập đoàn RATP vào tháng 8 năm 2011 

### South West Trains
- South West Trains - Stagecoach điều hành nhượng quyền thương mại này từ tháng 2 năm 1996 đến tháng 8 năm 2017. Nó giữ lại nhượng quyền thương mại trong ba năm kể từ tháng 2 năm 2004 và thêm 10 năm nữa kể từ tháng 2 năm 2007 [47] Nhượng quyền được chuyển đến Đường sắt Tây Nam vào ngày 20 tháng 8 năm 2017 [48]
- Island Line Trains - Hệ thống đường sắt trên Đảo Wight, cũng được Stagecoach vận hành từ tháng 10 năm 1996 đến tháng 8 năm 2017. Vào tháng 2 năm 2007, nó đã được sáp nhập vào nhượng quyền thương mại Tây Nam.[49]

### Virgin Trains East Coast
Virgin Trains East Coast, trong đó Stagecoach nắm giữ 90% cổ phần, vận hành nhượng quyền thương mại InterCity East Coast từ tháng 3 năm 2015 đến tháng 6 năm 2018.

### Úc
Năm 1999, Stagecoach đã mua các hoạt động xe buýt trường học của Sunbus tại các khu vực Cairns, Ipswich và Bờ biển Sunshine của Queensland. Chúng được bán vào năm 2002.

### Hồng Kông

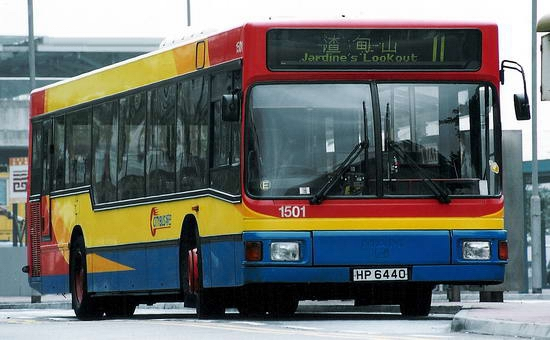
Citybus MAN NL262 tại Hồng Kông ở Stagecoach

Năm 1994, Stagecoach đã thành lập một công ty con điều hành xe buýt tại Hồng Kông, vận hành các dịch vụ xe buýt dân dụng. Nó đã ngừng hoạt động vào tháng 4 năm 1996.
Năm 1999, Stagecoach đã lên kế hoạch trở thành công ty xe buýt lớn nhất Trung Quốc thông qua các liên doanh, cổ phần và quan hệ đối tác, và xác nhận việc mua lại Citybus của Hồng Kông trị giá 181 triệu bảng. Stagecoach đã giành quyền kiểm soát Tập đoàn Citybus, công ty cung cấp dịch vụ xe buýt nhượng quyền trên đảo Hồng Kông và đến và từ Sân bay Quốc tế Hồng Kông cũng như các dịch vụ không nhượng quyền trên khắp Hồng Kông, vào tháng 3 năm 1999 và sau đó hoàn thành việc tư nhân hóa Citybus vào ngày 17 tháng 7 năm 1999.
Vào tháng 6 năm 2003, hoạt động này đã được bán cho Chow Tai Fook Enterprises, công ty mẹ của nhà điều hành đối thủ lớn New World First Bus.

### Kenya
Vào tháng 11 năm 1991, Stagecoach Holdings Limited (như tên của nó khi đó), đã mua cổ phần của United Transport tại Kenya Bus Services Limited. Trong nhiệm kỳ của mình, Stagecoach đã nhanh chóng mở rộng đội tàu, giới thiệu Dịch vụ chuyển phát nhanh và xe buýt hai tầng hiện đại trở lại trên đường Kenya. Vào tháng 10 năm 1998, một tập đoàn các nhà đầu tư do Karanja Kabage dẫn đầu với tư cách là chủ tịch mua lại Kenya Bus Services Limited từ Stagecoach Holdings, công ty sở hữu 95% doanh nghiệp.

### New Zealand

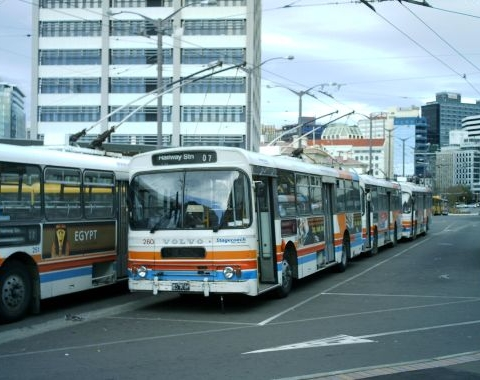
Stagecoach New Zealand Hawke thân xe Volvo B58 ở Wellington

Stagecoach New Zealand là một phần thuộc sở hữu của Tập đoàn Stagecoach, công ty cung cấp dịch vụ xe buýt ở Auckland, Wellington và Thung lũng Hutt và chín tuyến phà ở Auckland. Đó là công ty xe buýt lớn nhất ở New Zealand khi được bán. Stagecoach New Zealand bắt đầu hoạt động khi công ty mua lại Wellington City Transport, bao gồm các hoạt động xe buýt ngoại ô Thung lũng Hutt của Dịch vụ Đường sắt New Zealand, mang nhãn hiệu CityLine, vào những năm 1990. Sau thương vụ mua lại ban đầu này, Stagecoach cũng đã mua Eastbourne Buses, The Yellow Bus Company ở Auckland và kiểm soát lợi ích tại Fullers Auckland. Vào tháng 11 năm 2005, doanh nghiệp đã được bán cho Infratil và đổi tên thành Xe buýt New Zealand.

### Bồ Đào Nha
Stagecoach Bồ Đào Nha có nguồn gốc từ việc tái vận hành xe buýt và xe khách của Bồ Đào Nha, đã được quốc hữu hóa sau Cách mạng 1974. Năm 1990, Rodoviária Nacional được quốc hữu hóa được chia thành mười thành phần. Tại thủ đô Lisbon, Rodoviária de Lisboa là nhà điều hành chính bên ngoài thành phố, nơi Carris cung cấp dịch vụ xe buýt và xe điện thành phố. Tên của Rodoviária de Lisboa tồn tại như một phần của công ty xe buýt Barraqueiro, nhưng một phần khác, phục vụ khu vực ở phía tây Lisbon, trở thành Stagecoach Bồ Đào Nha vào năm 1995. Một phần nữa vẫn hoạt động như Vimeca - Viação Mecânica de Carnaxide. Vào tháng 6 năm 2001, Stagecoach tuyên bố bán các hoạt động tại Bồ Đào Nha của họ cho ScottURB với giá 14 bảng   triệu.

### Các nước Bắc Âu
Vào tháng 10 năm 1996, trong cuộc mua bán quốc tế của Stagecoach, công ty đã mua lại quốc tế quan trọng nhất vào thời điểm đó, mua Swebus AB, công ty xe buýt của Đường sắt quốc gia Thụy Điển (SJ), cho 1,2   tỷ kronor ($ 164   triệu), cũng bao gồm các hoạt động tại Đan Mạch, Phần Lan và Na Uy. Các hoạt động ở Na Uy chỉ bao gồm giao thông thành phố và khu vực tại ba thành phố nhỏ quanh hồ Mjøsa, nhưng một số giá thầu không thành công đối với các nhà khai thác trong khu vực Oslo đã dẫn đến Stagecoach bán cho Norgesbuss vào tháng 4 năm 1997. Các hoạt động của Đan Mạch không bao giờ tỏ ra có lãi, và được bán cho Combus vào mùa thu năm 1997. Các hoạt động ở Phần Lan đã thành công hơn, và vào tháng 4 năm 1998 đổi tên thành Stagecoach Phần Lan. Vào mùa xuân năm 1997, Swebus Express đã được bắt đầu như một dịch vụ xe khách liên tỉnh giữa một số thành phố ở phía Nam của Thụy Điển, thể hiện sự hào nhoáng của Stagecoach thời đó. Stagecoach vào năm 1998 tuyên bố rằng họ đã đấu thầu một số nhượng quyền đường sắt ở Thụy Điển. Vào ngày 27 tháng 10 năm 1999, Stagecoach tiết lộ rằng họ sẽ bán Swebus cho Concordia Bus với giá 100 triệu bảng, để tập trung lại hoạt động xe buýt của mình ở Hoa Kỳ và Châu Á.

## Nhãn hiệu không rườm rà
Stagecoach vận hành một số dịch vụ được gọi là " không rườm rà " trên khắp Vương quốc Anh và Hoa Kỳ. Áp dụng mô hình kinh doanh của các hãng hàng không giá rẻ, các dịch vụ này nhằm mục đích cung cấp các lựa chọn thay thế rẻ hơn cho các nhà khai thác trên thị trường xe buýt, xe khách và đường sắt, bằng cách giảm chi phí và cung cấp giá vé cực thấp cho các đặt chỗ sớm nhất, tăng gần thời gian hành trình:

### Magic Bus

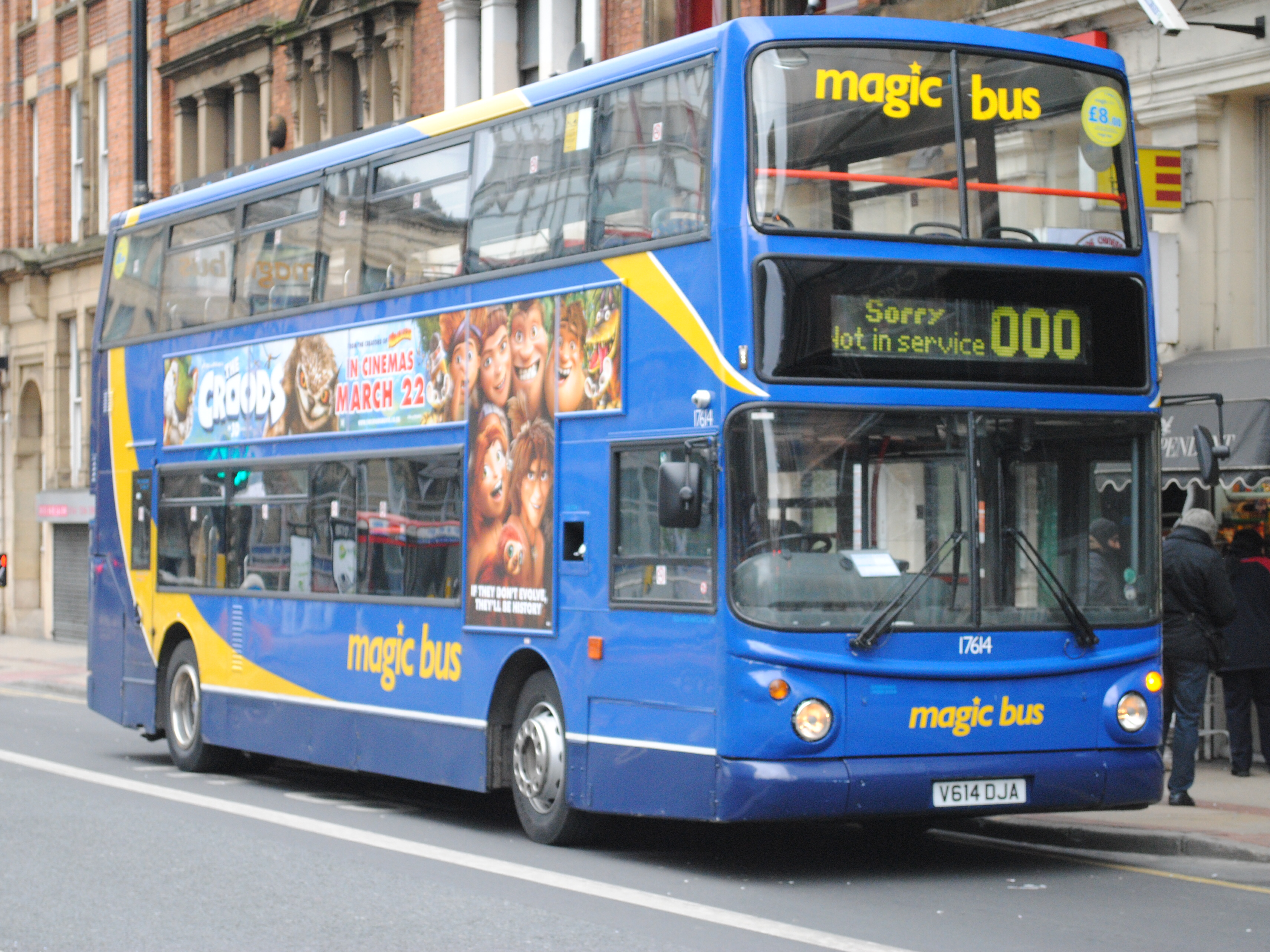
Magic Bus Alexander ALX400 thân Dennis Trident 2 tại Manchester vào tháng 3 năm 2013

Magic Bus là thương hiệu không rườm rà đầu tiên của Stagecoach. Nó lần đầu tiên được sử dụng trong chữ đỏ trên Giao thông vận tải AEC Giao thông vận tải khu vực London, nếu không được vẽ bằng sọc Stagecoach, trong cuộc thi tại Glasgow. Sau đó, một màu xanh allover với chữ vàng đã được thông qua, trên xe buýt phục vụ cũ với giá vé đơn giản và không có đi qua, thường hoạt động trên các tuyến đường với sự cạnh tranh mạnh mẽ từ các nhà khai thác khác, đáng chú ý nhất trên Manchester Piccadilly đến Đông Didsbury Wilmslow Road xe buýt hành lang tuyến đường trong Manchester, mà còn ở Newcastle trên Tyne và Đông Scotland (như Magic Mini). Vào năm 2008, Stagecoach Mer Jerseyide đã giới thiệu một dịch vụ Xe buýt ma thuật cạnh tranh với chính họ và Untila North West trên hành lang tuyến đường 14 bận rộn, Magic Bus 14C chạy cứ 7/8 phút giữa City Center và Broadway. Đến năm 2012, chỉ còn lại Manchester Magic Bus, những chiếc này được nâng cấp từ Volvo Olympians và Dennis Dragons lên Alexander ALX400 và East Lancs mang thân hình Dennis Trident 2s.

### Megabus

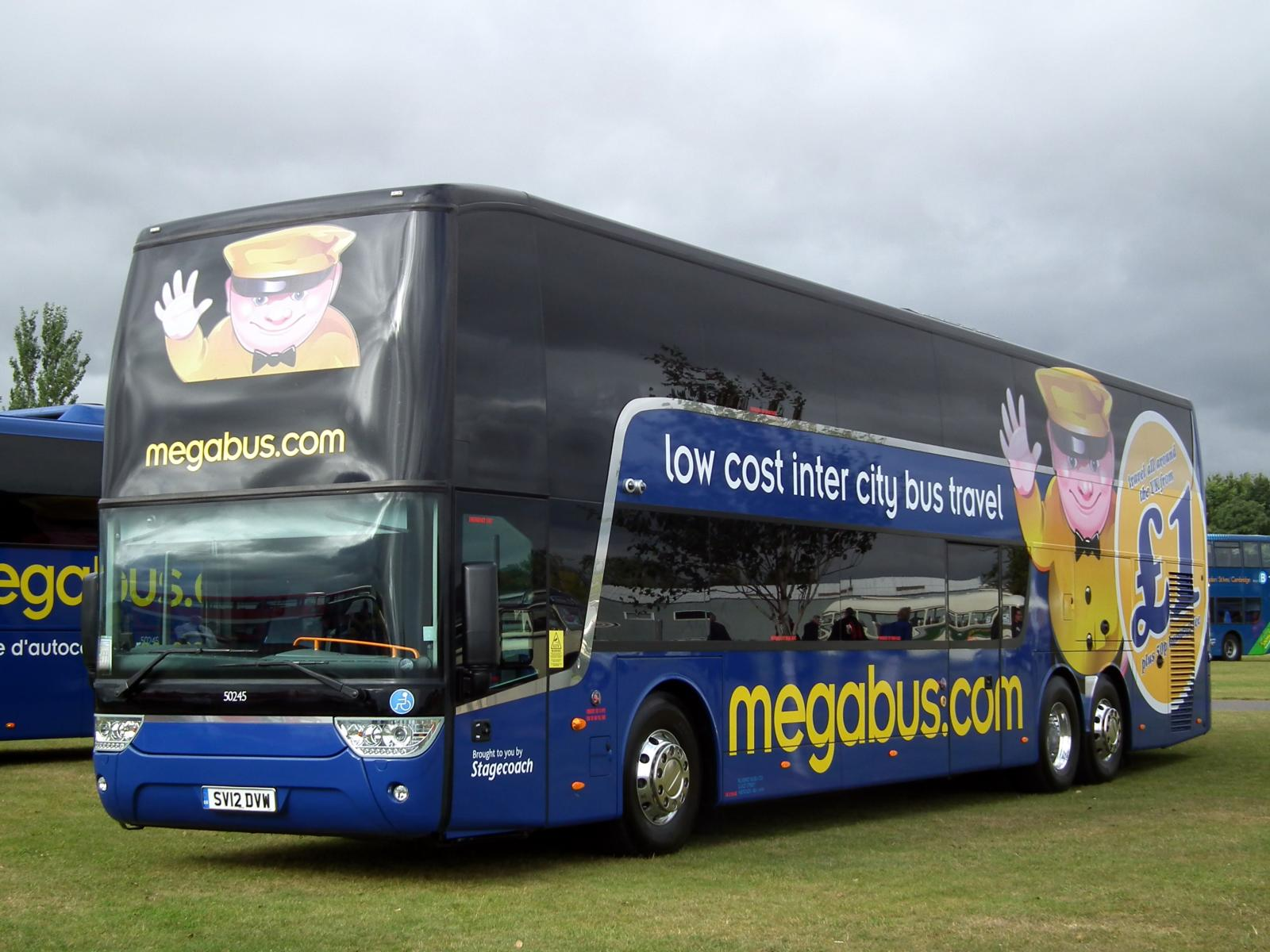
Megabus Van Hool Astromega vào tháng 9 năm 2012

Megabus là một dịch vụ xe buýt liên tỉnh " không rườm rà " chi phí thấp được Stagecoach ra mắt tại Vương quốc Anh vào năm 2003, vào ngày 10 tháng 4 năm 2006 tại Hoa Kỳ và năm 2009 tại Canada. Đối thủ chính của nó ở Anh là National Express, người đã phải hạ giá để cạnh tranh với Megabus. Tại Mỹ, đối thủ chính Megabus / Đông Shuttle là BoltBus, được 50% thuộc sở hữu của Stagecoach đối thủ FirstGroup. Tại Vương quốc Anh, mạng lưới Megabus bao phủ hầu hết đảo quốc Anh, mặc dù một số tuyến chỉ cung cấp một hành trình mỗi ngày. Ban đầu được vận hành bằng cách sử dụng xe buýt có sức chứa lớn nhưng xe khách cũ, hầu hết các dịch vụ hiện nay đều được vận hành với xe khách sàn đơn hoặc đôi hiện đại mới. Tại Hoa Kỳ, các dịch vụ tỏa ra từ Chicago và Thành phố New York, nhưng các mạng không được kết nối. Ở cả Vương quốc Anh và Hoa Kỳ, để cắt giảm chi phí, hầu hết các dịch vụ sử dụng các điểm dừng xe buýt trên đường thay vì trả tiền để truy cập vào các trạm xe khách (trừ trường hợp các tuyến đường trước đó được chuyển đổi thành tuyến Megabus). Một ngoại lệ đáng chú ý là việc sử dụng London Victoria Coach Station.

### Megatrain
Vào ngày 14 tháng 11 năm 2005, khái niệm Megabus đã được mở rộng cho một số dịch vụ đường sắt, với việc giới thiệu Megatrain giữa London và Southampton, và London và Portsmouth, sử dụng một cỗ xe chuyên dụng trên các dịch vụ Tàu Tây Nam được chọn. Sau đó, nó đã được mở rộng cho một số dịch vụ của Virgin Trains (kể từ khi rút tiền) và cho các dịch vụ East Midlands Trains được chọn. Năm 2009, khái niệm Megabusplus đã được giới thiệu, theo đó các chuyến đi nhất định được bắt đầu trên một chuyến tàu và sau đó được hoàn thành trên một chiếc xe buýt. Không giống như khái niệm Megatrain ban đầu, dịch vụ này có sẵn bảy ngày một tuần.

## Scotland Citylink

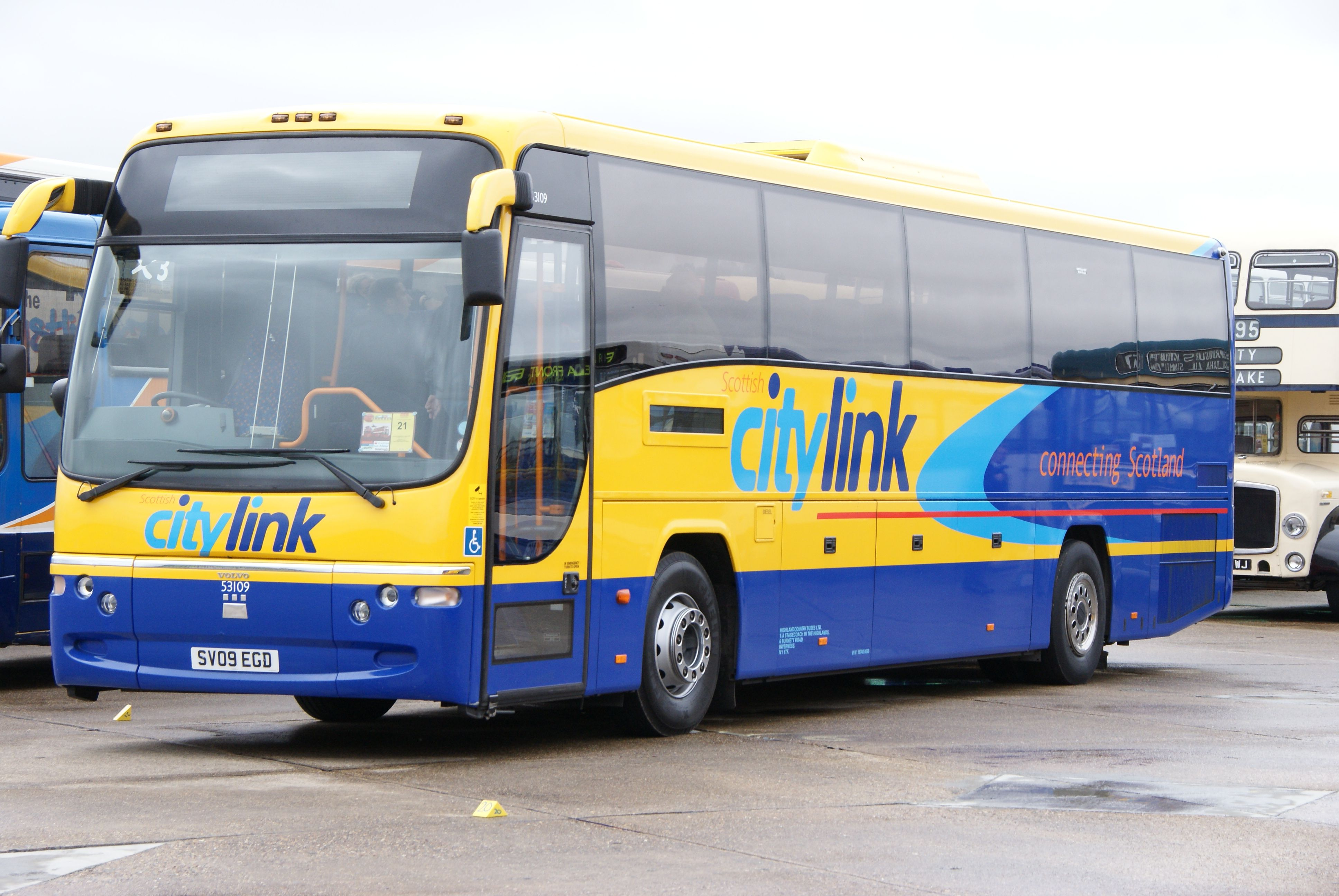
Plaxton Panther thân Volvo B12B vào tháng 9 năm 2010

Vào tháng 9 năm 2005, Stagecoach và ComfortDelGro đã công bố một liên doanh trong việc cung cấp dịch vụ xe khách tốc hành ở Scotland, chấm dứt sự cạnh tranh gay gắt giữa công ty con của ComfortDelGro là Scotland Citylink và các công ty con của Stagecoach Megabus và Motorvator. Theo các điều khoản của liên doanh, Tập đoàn Stagecoach mua 35% cổ phần của Scotland Citylink Coaches Ltd, với Citylink đảm nhận một số quyền nhất định đối với các thương hiệu Megabus và Motorvator ở Scotland.
Ủy ban Cạnh tranh đã ra phán quyết vào tháng 10 năm 2006 rằng liên doanh đã giảm đáng kể cạnh tranh và bằng chứng cho thấy một số tuyến đường đã có giá vé cao hơn do đó. Mặc dù chưa có kết luận chắc chắn, các cơ quan quản lý phải hỏi ý kiến hai công ty về những gì họ cần làm để tuân thủ các quy định cạnh tranh và họ đã chỉ ra rằng điều này có thể sẽ dẫn đến việc thoái vốn một số dịch vụ cho một nhà điều hành độc lập. Phán quyết này đã bị Stagecoach chỉ trích là để lại các dịch vụ quan trọng trong tình trạng lấp lửng và gây nguy hiểm cho mạng lưới xe khách liên tỉnh của Scotland, khiến nó không thể cạnh tranh hiệu quả với các chuyến đi bằng xe lửa và xe hơi tư nhân.
Để đáp ứng Ủy ban, một số tuyến Citylink đã được bán cho Parks Motor Group vào đầu năm 2008 

## Tranh cãi

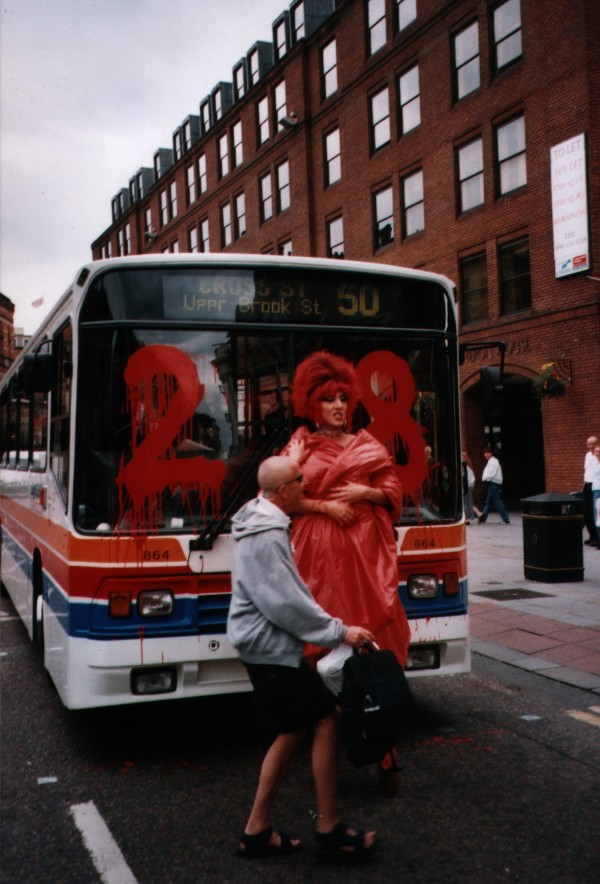
Người biểu tình Mục 28 tại Manchester vào tháng 7 năm 2000

### Chiến lược cạnh tranh
Sau khi bãi bỏ các dịch vụ xe buýt tại Vương quốc Anh, Stagecoach đã mua một số công ty xe buýt nhỏ mới nổi và chạy xe buýt miễn phí hoặc giá rẻ để loại bỏ các đối thủ địa phương. Tại Darlington, Busways, công ty con của Stagecoach đã cung cấp tiền thưởng để tuyển dụng lái xe khỏi dịch vụ xe buýt hiện có và cung cấp xe buýt miễn phí để ngăn chặn nhà thầu ưu tiên đối thủ tiếp quản dịch vụ xe buýt hiện có. Đây là "săn mồi, đáng trách và chống lại lợi ích công cộng" theo kết quả từ Ủy ban độc quyền và sáp nhập.
Năm 2000, Stagecoach Manchester bị phát hiện đã thuê nhân viên kiểm tra xe buýt để đưa hành khách ra khỏi dịch vụ của đối thủ cạnh tranh. Năm 2005 bị cáo buộc có hành vi hung hăng của các tài xế Stagecoach, tìm cách cạnh tranh với Scotbus, dẫn đến một vụ hỏa hoạn tại nhà để xe Stagecoach East Scotland.
Vào năm 2006/07 Stagecoach Manchester và UK North đã tham gia vào một cuộc chiến xe buýt trên tuyến đường 192 và trên hành lang xe buýt đường Wilmslow gây ra sự hỗn loạn giao thông ở Manchester. Vào tháng 11 năm 2009, Ủy ban Cạnh tranh đã ra lệnh cho Stagecoach bán Preston Bus sau khi nó bị ảnh hưởng xấu đến cạnh tranh trong khu vực. Xe buýt Preston đã được bán vào tháng 1 năm 2011 

### Chủ tịch gây tranh cãi
Tập đoàn Stagecoach cũng đã gián tiếp thu hút những lời chỉ trích thông qua các tuyên bố và hành động gây tranh cãi được đưa ra bởi chủ tịch và đồng sáng lập của nó, Brian Souter, liên quan đến một số tuyên bố công khai và tài trợ của ông về một chiến dịch nhằm ngăn chặn việc bãi bỏ luật Mục 28. Năm 2000, OutRage! Phát ngôn viên Peter Tatchell, kêu gọi tẩy chay tập đoàn xe buýt và đường sắt.

## Số lượng đội xe
Tập đoàn Stagecoach đánh số xe buýt của họ bằng cách sử dụng một hệ thống áp dụng cho vòng đời của xe buýt hoặc cho đến khi được bán, như sau:
- 10000 - 19999: xe buýt hai tầng
- 20000 - 29999: xe buýt một tầng hạng nặng
- 30000 - 39999: xe buýt một tầng nhẹ
- 40000 - 49999: xe buýt nhỏ và midibuses
- 50000 - 59999: xe khách
- 60000 - 69999: Routemasters mới và các loại xe chuyên dụng khác
- 70000 - 79999: loạt không sử dụng
- 80000 - 89999: người trình diễn và xe cho mượn
- 90000 - 99999: xe hồ bơi, phương tiện vận chuyển nhân viên, v.v.

## Đường xe buýt có dẫn hướng
Stagecoach vận hành xe buýt dọc theo Đường xe buýt có hướng dẫn Cam điều chế. Các bánh xe Guide bên hông xe buýt, kết hợp với đường đua được chế tạo đặc biệt có nghĩa là có thể lái xe rảnh tay. Những lợi thế chính của đường xe buýt có dẫn hướng, so với đường thông thường là tốc độ cao hơn (có nghĩa là tăng sức chứa) và tăng độ an toàn khi giao thông của các hướng khác nhau được tách biệt về mặt vật lý.